# 이나즈마 일레븐의 등장인물 목록
다음은 일본의 비디오 게임 시리즈 《이나즈마 일레븐》과 이를 바탕으로 한 동명의 애니메이션의 등장인물 목록이다.

## 라이몬 중학교 (雷門中学校) / 천둥중학교

### 라이몬중 축구부 (雷門中サッカー部) / 천둥중 축구부
엔도 마모루 (円堂守) / 강수호
성우 : 타케우치 쥰코 / 전숙경
포지션/번호 : GK(1), MF(15)
이나즈마 일레븐의 주인공이고 라이몬 일레븐의 주장이다. 주요 필살기는 골키퍼 기술로 眞 갓 핸드, 열혈펀치, 백열펀치, 眞 마신 더 핸드, 정의의 철권(G1~5), 분노의 철퇴(G1~5), 眞 이차원 더 핸드, 갓 캐치(G1~5) 등.
 고엔지 슈야 (豪炎寺修也) / 염성화
성우 : 노지마 히로후미 / 이호산
포지션/번호 : FW(10)
이나즈마 일레븐 1기에서부터 나온 부주인공 캐릭터다. 아버지는 이나즈마 마을의 병원 원장이고, 여동생 고엔지 유카가 있다. 어머니는 어렸을 때 돌아가셔서 가정부가 있다. 에이스 스트라이커 답게 필살기가 아주 많다. 단독으로만  眞파이어 토네이도, 폭열 스톰, 眞 폭열 스크류 등. 연계 필살기로는 번개 떨구기(카베야마와 연계),번개 1호 떨구기(엔도, 카베야마와 연계), 불꽃의 풍견계(카제마루와 연계), 디 어스(G1~5) (엔도, 후부키와 연계), 제트 스트림 G1~5(엔도, 토라마루와 연계)
키도 유우토 (鬼道有人) / 신귀도
키도 유우토 문서를 참고.
 카제마루 이치로타 (風丸一郎太) / 강바람
성우 : 니시가키 유카 / 배정미
포지션/번호 : DF→MF(2)
처음에는 제국이랑 싸우는데 축구부의 부족한 인원 수를 채우려고 축구부에 들어왔지만, 점점 축구를 좋아하게 된다. 주요 필살기는 眞 질풍대쉬, 眞 풍신의 춤, 선풍 떨구기 V3(카베야마와 연계) 등.
카베야마 헤이고로 (壁山塀吾郎) / 장벽구
성우 : 타노 메구미 / 윤승희(극장판은 정혜원)
포지션/번호 : DF(3)
라이몬 일레븐의 원년멤버로, 엔도 마모루와 더불어 단 한 번도 팀을 떠난 적이 없는 캐릭터이다.  주요 필살기는 眞 더 월, 더 마운틴 V3 등. 「~っス」라는 특유의 말투를 쓴다.
카게노 진 (影野仁) / 음침한
성우 : 나카무라 유이치 / 이호산(극장판은 선호제)
포지션/번호 : DF(4)
맥스와 마찬가지로 엔도가 축구부 멤버를 모집할 때 들어왔다. 존재감을 키우기 위해 축구부에 들어왔다고 한다. 고엔지와 카제마루가 불꽃의 풍견계를 완성하는 데에 부족한 점을 설명해 도움을 준다. 필살기는 코일 턴.
쿠리마츠 텟페이 (栗松鉄平) / 왕밤톨
성우 : 히노 미호 / 안현서
포지션/번호 : DF(5)
라이몬 축구부 멤버. 포지션은 수비수로, 키는 작지만, 축구부의 무드메이커다. 주요 필살기는 환영 드리블.
한다 신이치 (半田真一) / 김기준
성우 : 시모노 히로 / 김장
포지션/번호 : MF(6)
이나즈마 일레븐의 원년멤버였으며, 잘생긴 외모를 가졌으나 평범한 축구실력 등을 갖고 있는 지극히 평범한 소년이다. 이나즈마 일레븐의 대표적인 병풍 캐릭터로 통한다. 필살기는 롤링 킥.
쇼린지 아유무 (少林寺歩) / 소림보
성우 : 죠 마사코 / 안영아(극장판은 김영은)
포지션/번호 : MF(7)
라이몬 축구부 멤버. 몸집은 작지만 그에 걸맞게 빠른 몸놀림으로 라이몬 미드필더진의 한 축을 담당하고 있다. 필살기는 회오리 선풍.
시시도 사키치 (宍戸佐吉) / 홍당무
성우 : 나라 토오루 / 정재헌
포지션/번호 : MF(8)
포지션은 미드필더로 표정을 쉽게 드러내지 않는 포커페이스다. 필살기는 그레네이드 킥.
마츠노 쿠스케 (松野空介) (맥스, マックス) / 고하늘 (스카이)
성우 : 코다이라 유우키 / 배주영
포지션/번호 : MF(9)
엔도 마모루가 제국학원과의 연습시합을 앞두고 축구부원을 모집할 때 흥미가 생겨서 가입한 것을 계기로 2기에서 에일리아 학원에게 당하기 전까지 계속 축구하게 된다. 필살기는 크로스 드라이브, 퀵 드로우.
소메오카 류고 (染岡竜吾) / 곽용호
성우 : 카세 야스유키 / 송준석
포지션/번호 : FW(11) / FW(17)(이나즈마 재팬)
축구부의 원년멤버이며, 포지션은 공격수(FW). 주요 필살기는 眞 드래곤 크래쉬, 와이번 크래쉬 V3, 드래곤 슬레이어 V3 등.
메가네 카게루 (目金欠流) / 안경민
성우 : 카토 나나에 / 하은진
포지션/번호 : FW(12)
엔도가 축구부 멤버를 모집할 때 들어온 멤버.
도몬 아스카 (土門飛鳥) / 손제빈
도몬 아스카 문서를 참고.
이치노세 카즈야 (一之瀬一哉) / 마지원
이치노세 카즈야 문서를 참고.
야미노 카게토 (闇野カゲト) (쉐도우, シャドー) / 음영우
성우 : 사토 켄스케 / 김장
포지션/번호 : FW(21)
라이몬 중학교에 전학을 온 플레이어다.  眞 다크 토네이도를 구사한다.
키노 아키 (木野秋) / 유가을
성우 : 오리카사 후미코 / 배주영
처음 엔도와 같이 축구부를 시작한 축구부의 매니저이다.
오토나시 하루나 (音無春奈) / 음보미
성우 : 카카즈 유미 → 사사키 히나코 / 하은진
키도 유우토 여동생으로
라이몬 중학교 1학년으로, 신문부에 속해 있는데, 제국중학교와의 경기에서 그녀의 오빠인 키도 유우토를 보자마자 축구부에 흥미를 느껴 매니저가 된다.
라이몬 나츠미 (雷門夏未) → 엔도 나츠미 (円堂夏未) / 천여름
성우 : 코바야시 사나에 / 배정미
라이몬 중학교 이사장의 딸로, 미인에 매우 우수한 성적을 지닌 엄친딸이다.
히비키 세이고우 (響木正剛) / 구경목
성우 : 모리야마 슈이치로 → 아리모토 킨류 / 임채헌
40여년 전, 엔도 다이스케가 이끄는 전설의 팀 이나즈마 일레븐의 골키퍼(GK)였다.

### 이나즈마 캐러밴 (イナズマキャラバン) / 천둥버스
키라 히토미코 (吉良瞳子) / 장동연
성우 : 키타니시 쥰코 / 하은진
2기에 새로 들어오는 라이몬 팀의 감독. 히비키 세이고우의 소개로 라이몬 일레븐에 들어오게 됐으며, 감독이 없는 팀은 상상도 할 수 없다는 라이몬 일레븐의 정신에 크게 실망한다. 지금까지의 경력은 일체 불명. 에일리아 학원을 쓰러뜨리기 위함이라며 성격은 남에게 자기 속내를 쉽게 말하지 않는 성격이지만, 선수들을 은근히 챙기며 속사정도 잘 눈치챈다. 고엔지가 여동생 유카 때문에 시합에 집중할 수 없다는 것도 눈치채서 조용히 하차시킨 것도 그런 이유에서지만, 이유를 명확히 설명해주지 않아서 소메오카를 시작으로 라이몬 일레븐에게 너무 많은 것을 알려주지 않은 나머지 멤버들에게 오히려 따끔한 말을 듣기도 한다. 특히, 요카토 중학교에서 그란(히로토)의 유성 블레이드를 맞고 쓰러진 후부키의 진실을 알려주자 아키에게 "후부키의 과거를 알고 계셨으면서 왜 팀에 넣으신 거에요?" 등과 같이 크게 비난받기도 했다. 그러나 게임 상에서 엔도가 카제마루가 부상으로 인한 하차로 슬럼프에 빠질 때 상담해 주기도 하고(애니에서는 며칠 뒤 멤버들에게 엔도를 빼겠다고 한다.) 특히 에일리아 학원에 멤버들이 갇혔을 때 엄청 뜨거운 문을 맨손으로 열고는 선수들이 무사해서 다행이라며 눈물을 흘릴 정도로 따뜻한 모습도 보여준다. 에일리아 학원 사건이 종결된 후에는 축구와의 인연을 완전히 끊으려 했으나, 사기누마 오사무의 요청 때문에 다시 한 번 축구 팀, 네오 재팬의 감독이 되어 돌아온다. 이나즈마 재팬이 코트아르 전을 앞둔 때에는 네오 재팬이 해체된 듯, 다시 햇님원으로 돌아와 있다.
자이젠 토코 (財前塔子) / 옥탑주
자이젠 토코 문서를 참조.
후부키 시로 (吹雪士郎) / 눈보라
후부키 시로 문서를 참조.
코구레 유야 (木暮夕弥) / 석진오
코구레 유야 문서를 참조.
우라베 리카 (浦部リカ) / 황장미
우라베 리카 문서를 참조.
타치무카이 유우키 (立向居勇気) / 모용기
타치무카이 유우키 문서를 참조.
우츠노미야 토라마루 (宇都宮 虎丸) / 팽호식
초6이다. 자세히 아시는 분.
쓰나미 죠스케 (綱海条介) / 박해일
쓰나미 죠스케 문서를 참조.
아후로 테루미 (亜風炉照美) (아후로디, アフロディ) / 아프로디
아후로 테루미 문서를 참조.

### 학생·교사
라이몬 소이치로 (雷門総一郎) / 천중권
성우 : 사카구치 코이치 / 전태열
라이몬 중학교의 이사장인 동시에, 라이몬 나츠미의 아버지이다. 기초가 부족한 시기였던 초기 라이몬 일레븐에게 이나비카리 수련장을 소개하여 더욱 강해지게 하고, 40년 전 전설의 팀인 이나즈마 일레븐이 깨어나길 바랐던 인물 중 하나이다. 따라서 이나즈마 일레븐의 열정을 잇는 라이몬 일레븐과, 그런 라이몬 일레븐을 위해 자진해서 매니저로 뛰어든 딸 나츠미를 응원하고 있다. 동시에 소이치로는 전국축구협회의 이사를 맡고 있으며, 게임판에서는 히비키 세이고우와 동급생이라는 설정도 나올 정도로 그와의 관계도 매우 친밀하다. 1기에서는 카게야마 레이지의 뒷조사를 하던 중 원인불명의 사고를 당해서 입원치료를 감행하였고, 마찬가지로 자기 뒷조사를 하고 있다는 것을 눈치챈 카게야마의 소행이다. 이 사태로 인해 라이몬 일레븐의 전국예선전인 센고쿠이가지마 전에서 나츠미가 참여하지 못하게 되는 계기가 되기도 한다. 그리고 2기에서는 회복되어 다시 돌아왔으며, 라이몬 중학교의 지하 아지트에서 그들에게 새로운 감독인 키라 히토미코를 소개하였다. 나츠미의 일 능력이 워낙 뛰어난지라 이사장인 자신이 해야 할 일을 딸 나츠미에게 맡기기도 한다.
히라이 신조 (火来伸蔵) / ?
성우 : 이나다 테츠 / ?
라이몬 중학교의 교장으로, 이사장인 소이치로에 비하면 활약이 거의 없다.
후유카이 스구루(冬海卓) / 서동해
성우 : 시노미야 고우 / 전태열
이전 라이몬 일레븐의 감독으로 일하고 있었으나, 실은 카게야마 레이지가 보낸 스파이다. 즉, 라이몬의 감독으로 일하는 척 하면서 속으로는 라이몬 일레븐이 박살나길 원했으며, 그게 카게야마의 뜻이라고 생각했다. 그리하여 몇 번이고 방해공작을 시도했으나 번번히 실패하고, 더군다나 제국학원과의 시합을 앞두고 라이몬 일레븐이 탈 버스의 브레이크 오일을 빼버리는(게임판에서는 폭탄을 설치한다.) 계략도 도몬 아스카(당시 도몬도 제국학원의 스파이였다.)가 목격하고, 도몬이 편지로 은밀히 라이몬 나츠미에게 고발하게 된다. 그리하여 나츠미가 운전해보라고 할 때 운전하면 자신이 죽거나 약해도 중상을 입을 거란 사실을 뻔히 알아서 운전을 못하겠다고 하고, 결국엔 (이사장의 권력을 가진 것이나 다름없는)나츠미에 의해 해고당한다. 그리고 카게야마의 손아귀로 다시 되돌아가려 했으나 카게야마는 "난 라이몬 일레븐이 출전을 하지 못하게 하라고만 했을 뿐, 라이몬이 타고 갈 버스에 손 대라고 한 적은 없다.", "너 자신을 위해서 한 짓인 것 같군." 이란 말을 남기고 후유카이를 냉정히 버린다. 결국 라이몬에도 카게야마에게도 버림받은 그는 경찰에게 조사당한 후 종적을 감춘다.
미야사카 료 (宮坂了) / 황채은
성우 : 고즈키 미와 / 안현서
라이몬 중학교 1학년(게임은 2학년)이며 육상부이며 머리는 금발에 세미롱. 눈은 녹색. 육상부에 있던 카제마루 이치로타를 선배라 부르며 따르며 그를 존경한다. 육상부 에이스이며 축구부에 보결로 들어가게 된 카제마루에게 다시 육상부에 돌아와달라고 부탁하나 축구프론티어 전국 1회전에서 센고쿠이가지마 중학교와의 시합을 보고, 카제마루의 축구에 대한 마음을 알게 된다. 그리고 언젠가 다시 육상에서 카제마루와 달리길 희망하며 축구부원으로서의 카제마루를 응원하기로 한다. 한국판에선 여자로 나온다.
카쿠마 케이타 (角馬圭太) / 문각준
성우 : 후루시마 키요타카 / 김장
1학년. 안경을 쓰고있다. 장기부이지만, 라이몬중의 축구 시합 중계를 맡고 있다. 라이몬중이 시합할 때면 갑자기 어디에서 귀신같이 나타난다. 라이몬 일레븐이 설원에 있든, 오키나와에 있든 반드시 등장한다. 다만, FF 전국 대회나 FFI같은 공식 경기에선 어쩔 수 없이 아버지에게 중계 자리를 내주고 있다. 게임에서는 스카우트도 할 수 있다. 포지션은 MF. 속성은 林. 자력기는, 1,2편에선 오리무중/몽키턴/초근성배트/분신페인트, 3편에선 오리무중/수퍼스캔(블록기)/안경 크래쉬/에코 그냥 관종
오오타니 츠쿠시 (大谷つくし) / ?
성우 : 코바야시 사나에 / ?
2학년으로, 엔도와 같은 반 친구이다. 상냥한 성격 때문인지 은근 팬들이 많은 듯 하다. 스카웃할 수 있는 건 2부터로, 포지션은 MF이다. 기획단계에서는 사실상 다크 엠페러즈 전에서 등장시킬 예정이었으나, 정작 애니에서는 등장하지 못했다. 이나즈마 일레븐 스트라이커즈에서는 매니저로 활동시킬 수도 있다.
메가네 카즈토 / 안경웅
메가네 카케루의 쌍둥이 남동생. 안경만 빼면 메가네와 완전히 닮았다. 형에 비하면 운동신경도 뛰어나다. 이나즈마 재팬의 후보로 뽑혔을 때 "나는 너희들이 여태까지 알던 메가네가 아니야."라면서 자신의 운동신경을 보였으나 대표를 선발하는 시합에서는 대표로 뽑히지 못했다.

### 이나즈마 일레븐(イナズマイレブン) / 썬더 일레븐
히비키 세이고우
히비키 세이고우 문서를 참조.
우키시마 카즈토 (浮島一人) / ?
성우 : 시노미야 고우 / ?
포지션/번호 : DF(2)
외관은 카게노와 비슷하다. 히비키가 이끄는 라이몬 일레븐이 풋볼 프런티어 전국예선에서 우승했다는 소식을 듣고 그를 찾아온다.
카미무라 키리토 (髪村切斗) / ?
성우 : 요시노 히로유키 / ?
포지션/번호 : DF(3)
현재는 한 이발소를 운영하고 있다.
아이다 치카라 (会田力) / ?
성우 : ? / ?
포지션/번호 : DF(4)
중학교 시절의 이나즈마 일레븐의 주장으로, 당시 라이몬의 철벽이라 불릴 정도로 엄청난 방어력을 자랑한다. 게임판에서는 직접 소메오카에게 드래곤 크래쉬를 전수해줬기 때문에 드래곤 크래쉬를 자력으로 사용할 수 있다.
바토라 마나부 (場寅仕) / ?
성우 : 아소 토모히사 / ?
포지션/번호 : MF(5)
통칭 바트라. 현재는 중학교 시절부터 꿈꿔오던 라이몬 가(소이치로 이사장과 나츠미 등)의 비서로 일하고 있다. 참고로 바트라가 전 이나즈마 일레븐 멤버 중 하나였다는 사실은 나츠미도 몰랐다.
나카마 요 (中間庸) / ?
성우 : ? / ?
포지션/번호 : MF(6)
현재는 평범하게 회사에서 근무하는 샐러리맨으로, '무엇이든 적당한 게 최고'가 그의 입버릇.
이카리 겐고로 (碇頑五郎) / ?
성우 : ? / ?
포지션/번호 : MF(7)
테이라 타모츠 (定良保) / ?
성우 : ? / ?
포지션/번호 : MF(8)
타미야마 요 (民山謡) / ?
성우 : ? / ?
포지션/번호 : FW(9)
스가타 이와오 (菅田巌) / ?
성우 : ? / ?
포지션/번호 : MF(10)
비루다 코이치 (備流田光一) (빌더, ビルダー) / ?
성우 : 이나다 테츠 / ?
포지션/번호 : FW(11)
이나즈마 일레븐 멤버들 중 가장 덩치가 우람하다. 현재는 헬스클럽의 인스트렉터로 근무하고 있다. 게임판에서는 이나즈마 일레븐의 재집합을 끝까지 거부한 인물 중 하나이다. 동시에 토라마루의 엄마가 운영하는 '토라노야'의 단골손님. 다이스케하고는 늘상 투닥거리지만, 동시에 그를 깊게 신뢰하고 있다. 라이몬 일레븐과의 연습시합에서 우키시마(게임에서는 카미무라)와 같이 '불꽃의 풍견계'를 쓰고, 이것이 생각난 엔도는 모두에게 이 기술을 알려주고, 카게노가 옆에서 정확하게 쓰는 방법을 알려주게 된다. 참고로 라이몬 일레븐에서 '불꽃의 풍견계'를 쓰는 멤버는 고엔지와 카제마루.
카게야마 레이지 (影山零治) / 엄석권
카게야마 레이지 문서를 참고.
엔도 다이스케 (円堂大介) / 강대철
성우 : 후지모토 유즈루 (유년시절은 요시노 히로유키) / 이호산
엔도 마모루의 외할아버지로, 갓핸드, 번개 떨구기 같이 익히기 쉬운 필살기와 정의의 철권, 무한더핸드(무한의 손), 디어스 같이 익히기 힘든 '궁극오의' 등 여러 가지 노트를 전국 곳곳에 남긴다. 특유의 글씨체를 사용하기 때문에 웬만한 사람들은 무슨 의미인지 알기 힘들다.(그나마 어릴 적 잠깐 봤던 후유카도 띄엄띄엄 읽는 수준이다. 동시에 후유카의 마음 깊숙이 잠든 기억을 다시 깨우는 계기 중 하나이다.) 옛날에 전설의 팀인 이나즈마 일레븐의 감독이었다. 40여년 전 불의의 사고로 죽은 것으로 알려져 있으나, 사실 죽지 않고 후유카의 친아빠 외 2명의 도움을 받아 해외로 간신히 도피한다. 그리고 자신을 죽이려 한 카게야마의 배후에 가르실드 베이한이 있음을 눈치채고 코트아르에 가서 가르실드의 악행을 더 조사하려다가 코트아르의 사람들이 너무 친절하게 대해줘서 1년만 더, 1년만 더 미루다가 40년이 지났음을 알고 더는 미룰 수 없음을 알고 가르실드를 낱낱이 파헤치는 동시에 자신의 팀 리틀 기간트를 가히 스파르타 식으로 키웠다.(사실 보면 리틀 기간트의 선수들은 라이몬 일레븐 선수들과 생김새며 특성이며 대부분이 비슷하다.) 라이어콧트 섬에서 엔도가 나이츠 오브 퀸과의 승부를 앞두고 여기까지 올 수 있던 것이 자신 때문이라 하자(이 때는 엔도가 다이스케를 못 알아봄), 엔도가 너무 자신의 노트와 기술에만 의지하고 있음을 알고 "너 자신의 축구는 어디에 있느냐?", "전부 할아버지 덕분이냐?"라는 말을 남겨서 엔도가 더 강해질 수 있는 계기를 마련해주기도 한다. 그리고 라이어콧트 섬에 가서 자신을 알던 인물 하나하나에게 자신의 정체를 보여주고 가르실드가 자신과 이나즈마 재팬을 부수기 위해 만든 '팀 가르실드'로 이나즈마 재팬을 공격할 때 "강! 사양! 도와앙!"이라는 힌트를 주지만, 사실 그 말이나 노트에 적힌 의미나 다 특별한 의미는 없는 것이라고 한다. 그러나 그 아무 의미 없는 말을 힌트로 외손자 엔도가 갓캐치를 만드는 발판을 만들어 준다. 또 얼마 전부터 자신을 찾으러 온 라이몬 나츠미를 처음에는 돌려보내려 했으나 정체를 들키자 그동안의 사연을 얘기한다. 그리고 나츠미를 훌륭한 팀 오퍼레이터로 성장시키면 나츠미의 도움으로 훨씬 강해진 이나즈마 재팬과 싸울 수 있을 것임을 기대하며 나츠미를 자신의 팀 매니저로 뒀다가 FFI 최종결승을 며칠 앞두고 다시 이나즈마 재팬으로 돌려보낸다. 게임에서는 코트아르 전을 마지막으로 감독 생활을 그만두고 손자 엔도와 같이 일본으로 돌아가서 조용히 여생을 보내겠다고 묘사되지만, 애니에서는 리틀 기간트 멤버들과 같이 코트아르로 돌아갔으며, 또다시 다른 나라로 가서 자신만의 팀을 만들고, 그 팀을 성장시키고 있다. 10년 후에는 극장판에서 밝혀진 바로는 엔도 마모루가 라이몬 중의 감독이 된 후에 생을 마감한다. 통칭은 엔도에게서는 「할아버지」, 자신의 딸 아츠코(엔도의 엄마)에게서는 「아버지」, 로코코는 「사부」 혹은 「다이스케」, 그 외 사람들에게서는 「다이스케 상」

## 제우스 중학교 (世宇子中学校)
아후로 테루미 (亜風炉照美) (아후로디, アフロディ) / 아프로디
성우 : 산페이 유코 / 안현서
포지션/번호 : MF(10), 캡틴 (제우스) / MF/FW(11) (라이몬 일레븐) / FW(9)(애니에서는 10번) (파이어 드래곤)
제우스 중학교의 주장으로, 주요 포지션은 미드필더(MF)다. 긴 금발의 아름다운(?!) 외모와 달리 호전적인 성격을 지녔으며, 여성적인 외형과 달리 실제로는 남자다. 키도 유우토를 비롯한 제국학원이 카게야마 레이지과의 인연을 끊자, 카게야마는 제우스 일레븐에게 인간의 몸 성분부터 바꾸게 하는 신의 아쿠아를 마시게 해서 준결승까지 전반 10분 정도도 못 채우고 연전연승을 한다. 그러나 결승전에서 라이몬 중에게 후반전에 역전패를 당한다. 그리고 신의 아쿠아로 인해 덜미를 잡힌 카게야마가 체포된 후, 신의 아쿠아에 대한 미련을 완전히 떨치고 3기에서 라이몬 중 vs 다이아몬드 더스트 전에서 다시 등장해서 라이몬 일레븐에 합류한다. 또 그 시기에 후부키 시로가 축구에 대한 슬럼프에 빠진 사실을 알고 슬럼프에서 벗어나게 하기 위해 이후 펼쳐진 더 카오스전에서 무리한 플레이를 하다가 쓰러져서 병원에 입원한다. 4기에서는 한국 대표팀인 파이어 드래곤의 멤버가 되어 엔도 일행과 다시 부딪히게 된다. 필살기는 眞 갓 노우즈, 眞 헤븐즈 타임, 갓 브레이크 G5, 카오스 브레이크(나구모 하루야,스즈노 후스케와 연계. G5) 등.
헤라 타다시 / 헤라FW(11)
주요 필살기는 디바인 애로우 등.
호세이 돈이치(포세이돈)GK(1)
주요 필살기는 스나미 월,기간트 월 등.
아포로 히카루(아폴론)DF(2)
헤파이 엔(헤파이스토스)DF(3)
아레스 란(아레스)DF(4)
데이오 게키(디오)DF(5)
아루테 사네키(아르테미스)MF(6)
헤루메 마츠아키(헤르메스)MF(7)
주요 필살기는 대시 스톰(V1~3),리플렉트 버스터 등.
아테나 토모(아테나)MF(8)
데메테 유타카(데메테르)FW(9)
이카 미치유키(이카로스)GK(12)
아키 타마마츠(아킬레스)FW(13)
헤라쿠 레스(헤라클레스)DF(14)
쿠로노 토키오(크로노스)DF(15)
메도 우사(메두사)MF(16)

## 에일리아 학원 (エイリア学園) / 에일리아 학교

### 제미니 스톰
미도리카와 류지 (레제, レーゼ) (緑川リュウジ) / 채연우
성우 : 코다이라 유우키 / 배주영
포지션/번호 : MF(10), 캡틴 / MF(13) (이나즈마 재팬)
2기에서 처음 등장. 에일리아 학원 세컨드 랭크 팀, 제미니 스톰의 주장이다. 자주 속담이나 관용표현을 말하는 특징이 있으며 제미니 스톰일 때는 아무 중학교나 시합신청을 하고, 자신들한테 패배한 중학교는 검은 축구공으로 파괴했다. 계속 그 행위를 반복하다가, 후부키 시로가 다니는 하쿠렌 중학교에서 라이몬 일레븐에게 패배하고, 퍼스트 랭크 팀인 엡실론의 주장인 데자무(사기누마 오사무 / 구재후)에 의해 추방된다.(실질적으론 에일리아 학원으로 알려진 건물 안 어딘가에 갇혔다.) 4기에서는 키야마 히로토와 같이 이나즈마 재팬의 대표멤버로 발탁되었으나, 동료들에게 열등감을 느끼고 있었다. 그러나 히로토의 조언 덕분에 열등감을 극복하는데는 성공하지만, 체력이 약했던지라 카타르 전에서는 제일 먼저 벤치로 돌아가고 한국 전에서는 전반전만 뛰었는데도 다리가 떨리고 있었다. 결국 한국전 이후에 리타이어된다. 이후 101화에서는 모두에게 편지를 보냈고, 햇님원에서 사기누마 오사무 등과 함께 잘 지내고 있는듯한 모습이 보이며, 결승전 때 TV를 통해 응원했다. 주요 필살기는 아스트로 브레이크(애스트럴 브레이크. V3), 유니버스 블래스트(디아무와 연계. V3), 라이트닝 엑셀 등.
고류 레오 (골레오, ゴルレオ) (五流玲於) / ?
성우 : ? / ?
제미니 스톰의 골키퍼(GK)이다. 필살기는 블랙홀로, 등번호 1번
산고 요시로 (코랄, コラル) (珊瑚義郎) / ?
성우 : ? / ?
제미니 스톰의 수비수(DF)로 등번호 2번이다. 파란 머리색에 이름대로 산호를 연상케 하는 머리모양을 하고 있다. 표정을 읽을 수 없어서 어떤 패턴이 나올 지도 알 수 없다.
키쿠마 쇼스케 (기구, ギグ) (菊間章介) / ?
성우 : ? / ?
제미니 스톰의 수비수(DF)로, 등번호는 3번이다. 빨간 머리카락에 모히칸 느낌의 헤어스타일을 하고 있다. 뭔가에 대해 굉장히 화나 있으며, 그 화난 에너지 때문에 모습이 이상하게 변해 있다.
카니메 이데로 (가니메데, ガニメデ) (蟹目出郎) / ?
성우 : ? / ?
포지션은 수비수(DF)로, 등번호 4번이다. 갈색 머리를 하고 있으며, 옛날엔 미소년이었다고 주장하지만 아무도 안 믿어준다. 필살기는 그레비티션.
카로쿠 사토리 (카론, カロン) (家禄聡里) / ?
성우 : ? / ?
등번호 5번으로, 수비수(DF)이다. 긴 머리로 인해 한쪽 눈이 가려져 있으며, 상대 팀을 기분 나쁘게 쳐다보는 듯한 느낌을 준다. 필살기는 포톤 플래쉬.
킨키 노조미 (판도라, パンドラ) (近畿希望) / ?
성우 : 니시가키 유카 / ?
오모츠키 소라 (그린고, グリンゴ) (面月宇宙) / ?
성우 : 콘노 쥰 / ?
이오 슌타로 (이오, イオ) (伊尾駿太郎) / ?
성우 : 사토 비이치 / ?
나나카제 리무 (림, リーム) (七風理夢) / ?
성우 : ? / ?
미우라 히로무 (디아무, ディアム) (三浦大夢) / ?
성우 : 히노 미호 / ?

### 엡실론
사기누마 오사무 (데자무, デザーム) (砂木沼治) / 구재후
성우 : 히키다 타카시 / 김장→엄상현
포지션/번호 : GK(1)/FW(11), 캡틴 / MF(10), 캡틴 (네오 재팬)
2기에서 처음 등장. 에일리아 학원 퍼스트 랭크 팀, 엡실론의 주장이다. 사실상 포지션은 공격수(FW)지만, 골키퍼(GK) 역할도 정확히 소화해내고 있다. 아무 중학교나 찾아서 부수던 레제(미도리카와 류지)와 달리 마이우지 중 같이 숨은 고수들과 시합을 벌인다. 마이우지 중에서 후부키 아츠야(후부키 시로의 몸 안에 있는 아츠야의 인격을 가리킴)의 이터널 블리자드를 막을 때 느낀 쾌감과 호각으로 싸울 때 느끼는 것을 더 강렬히 느끼고 싶어 라이몬 일레븐에게 일부러 강해질 여유를 주기도 한다. 이후 오키나와에서 엡실론 改(슈퍼 엡실론)이 되어 라이몬에게 승부를 걸었으나, 경기 후반에 라이몬 일레븐에 복귀한 고엔지 슈야의 공격에 역전패를 당한다. 그리고 다이아몬드 더스트의 주장인 가젤(스즈노 후스케)에 의해 추방당한다.(이 역시 에일리아 학원 건물 어딘가에 갇힌 것이다.) 3기에서는 이나즈마 재팬의 후보로도 선택받지 못한 것에 분함을 느끼고 키라 히토미코를 찾아가 하소연하여 네오재팬을 결성, 그 팀의 주장이 되어 이나즈마 재팬에게 대표 결정전을 다투기도 한다. 이후 이나즈마 재팬이 이탈리아 전을 앞두고 있을 때 기나긴 내용의 편지를 보냈다...... 너무 길어서 오히려 엔도 일행들의 사기가 떨어진 듯...... 주요 필살기는 골키퍼 기술인 웜 홀과 드릴 스매셔 V3, 공격 기술인 궁그닐(궁니르) V3,대시 스톰 V3(네오재팬) 등.
세카타 류이치로 (젤, ゼル) (瀬方隆一郎) / 류진
성우 : 나카무라 유이치 / 정재헌
2기에서 처음 등장한다. 에일리아 학원 퍼스트 랭크 팀, 엡실론의 포워드(FW)지만, 가끔 골키퍼(GK)로도 활동한다. 데자무를 따르던 무리들 중 그나마 가장 머리가 잘 돌아가는 선수이다. 4기에서는 네오 재팬의 멤버가 되어 나오기도 한다. 필살기는 가니메데 프로톤(공격), 웜 홀(골키퍼) 등.
히루마 켄이치 (켄빌, ケンビル) (比留間健一) / ?
성우 : ? / ?
모리노 루미 (몰, モール) (森野留美) / ?
성우 : ? / ?
무라타 케이스케 (케이손, ケイソン) (村田圭介) / ?
성우 : 후루시마 키요타카 / ?
탄바 타이지 (타이탄, タイタン) (丹波太二) / ?
성우: ? / ?
하토 토라히코 (파도라, ファドラ) (端東虎彦) / ?
성우 : ? / ?
쿠리 후코 (크립트, クリプト) (九里風子) / ?
성우 : ? / ?
무레타 하치로 (스오무, スオーム) (牟礼田蜂郎) / ?
성우 : ? / ?
스메라기 마키 (마큐아, マキュア) (皇マキ) / ?
성우 : 코다이라 유우키 / 배정미
엡실론의 여자 공격수(FW)로, 녹색 머리를 하고 있다. 성가신 것을 굉장히 싫어하는 모양이며, 후부키 내면의 아츠야의 인격을 매우 싫어한다. 필살기는 메테오 샤워, 가이아 브레이크(연계)
무토 사토시 (메트론, メトロン) (武藤論) / 이호산
성우 : 콘노 쥰 / ?
엡실론의 공격수(FW)로, 보라색 머리를 띠고 있다. 필살기는 마찬가지로 메테오 샤워, 가이아 브레이크(연계)

### 더 제네시스
키야마 히로토 (그란, グラン) (基山ヒロト) / 송현민
성우 : 미즈시마 타카히로 / 이호산(극장판은 김기흥)
포지션/번호 : FW(11), 캡틴/FW(18)(이나즈마 재팬)
본래 에일리아 학원 최고 랭크 팀 더 제네시스의 주장인 동시에, 키라 히토미코의 동생으로 나온다. 엔도 마모루의 열정이 가득찬 그 특성을 특히 좋아하며, 최고 랭크 팀의 주장답게 나구모 하루야(번)이나 스즈노 후스케(가젤) 등이 함부로 행동할 때 그들을 가로막기도 한다. 초기 요카토 중에서 라이몬을 만났을 때는 노멀슈팅을 했는데도 엔도의 마신더핸드가 간단히 뚫릴 정도로 압도적 실력차를 보였고, 다른 에일리아 학원 멤버들이 비판해도 그다지 엔도와 라이몬을 부정적으로 생각하지 않았다. 그리고 에일리아 학원에서 더욱더 강해진 라이몬과 격돌해서 4:3 패배를 맞이하고, 다른 에일리아 멤버들과 같이 다시 햇님원(お日さま園)으로 되돌아간다. 4기에서는 히비키 세이고우의 연락을 받고 같은 에일리아 학원 멤버였던 미도리카와 류지와 같이 이나즈마 재팬의 대표멤버가 된다. 주요 필살기는 유성 블레이드 (V1~3), 그랜드 파이어 (G1~2)(고엔지 슈야,우츠노미야 토라마루와 연계.), 더 버스(The Birth. '탄생')(후부키 시로와 연계. (V1~3), 천공 떨구기(V1~3), 빅뱅(G1~5)(후부키, 키도와 연계).
야가미 레이나 (울비다, ウルビダ)(八神玲名) /
성우 : 히노 미호 / 하은진(어린시절은 윤승희) 포지션 추가바람. : MF(10)
에일리아 학원의 제네시스 팀의 미드필더(MF)다. 에일리아 학원 당시 인간의 마음이 조금이나마 남아있던 히로토와는 달리 완전히 제네시스 계획의 병기로 되어버렸다. 더군다나 이미지 자체가 냉정한 여자무사 같은 데다가 굉장히 차가운 분위기를 뿜고 있으며, 키라 세이지로한테서 가장 많은 애정을 받으며 자란 아이 중 한 명인지라, 세이지로의 신뢰를 받던 히로토에게 적의감을 품기도 했다. 제네시스 전이 끝나고, 세이지로가 자신의 딸 히토미코에게 제네시스 계획은 애초에 잘못된 것이었다는 것을 이야기하자 이기지 못한 분함이 세이지로에 대한 분노로 바뀌면서 축구공으로 세이지로를 쓰러뜨리려 했으나 히로토가 대신 맞고, 세이지로가 다시 쏘라고 하자 차마 아버지를 칠 수가 없어서 공을 차지 못했다. 에일리아 학원이 폭파될 때 모두와 같이 서둘러 캐러밴에 탑승하던 애니와 달리, 게임에서는 좌절하여 모든 것을 포기하려 할 때 엔도의 설득을 통해 생각을 고쳐 캐러밴에 탑승한다. 그리고 에일리아 학원 사건이 종결된 후, 현재는 햇님원(お日さま園)으로 돌아가 축구를 즐기고 있는 중이다. 필살기는 수퍼노바(연계. V1~3), 스페이스 펭귄(연계. V1~3).
레이나의 경우 자체 등장빈도는 높지 않지만 어릴 적은 순수한 소녀 이미지인 데다가 현재는 숙녀 이미지로 등장하는 것과, 엄청난 외모 덕분에 레이나의 팬들도 적지 않다. 또 팬들은 히로토와 레이나가 굉장히 잘 어울려서 레이나가 차가운 이미지를 띤다는 것을 이용해 그녀를 츤데레로 표현(!)하기도 한다.
이즈노 유우 (위즈, ウィーズ) (伊豆野由宇) / 황성훈
성우 : 미야노 마모루 / 정재헌
제네시스의 공격수(FW)다. 큰 덩치에 비해 매우 민첩한 특징을 갖고 있다. 에일리아 학원 사건이 종결된 후에는 네오 재팬의 멤버가 되어 활동하고 있다. 단독 필살기는 없으며, 연계 필살기는 슈퍼 노바(초신성이란 의미), 스페이스 펭귄(둘 다 키야마 히로토, 야가미 레이나와 연계) 등.
네무로 키미유키 (네로, ネロ) (根室君之) / ?
성우 : 타키모토 후지코 / 배정미
제네시스의 골키퍼이다. 몸집은 왜소하지만 그 능력만큼은 위력적이다. 필살기는 프로키온 네트, 시공의 벽
쿠지라이 타카노리 (게일, ゲイル) (鯨井隆則) / ?
성우 : 카세 야스유키 / ?
키이 후미코 (키브, キーブ) (紀伊布美子) / ?
성우 : ? / ?
제네시스의 여자 멤버로, 수비수(DF)에 등번호 3번. 불가사의한 움직임을 통해 상대팀 멤버를 혼란시킨다.
이시다이라 한조 (조한, ゾーハン) (石平半蔵) / ?
성우 : ? / ?
제네시스의 멤버 중 하나로, 입에 마스크를 쓰고 있으며, 주황빛 머리카락을 띠고 있다. 이즈노 유우(위즈)처럼 덩치가 매우 크다. 4기에서는 네오 재팬의 멤버로 활동한다. 필살기는 어스퀘이크(改~眞), 하베스트(연계) 등
하네사키 고우타 (하우저, ハウザー) (羽崎剛太) / ?
성우 : 콘노 쥰 / ?
코마자와 쿄마 (코마, コーマ) (駒沢恭馬) / ?
성우 : 카지 유우키 / ?
쿠이 루루 (퀴르, クィール) (久井ルル) / ?
성우 : ? / ?
제네시스의 멤버로 미드필더(MF)이다. 등번호는 7번. 보랏빛 머리에 토끼 머리(?)를 하고 있다. 굉장히 멍한 표정을 짓는 것 같지만 움직임을 예측하기 힘들다. 게임판에서는 「~っポ」하는 말투를 갖고 있지만, 애니에서는 입을 열지 않았다.
아쿠츠 요시 (아크, アーク) (阿久津聖) / ?
성우 : 시노미야 고우 / ?

### 다이아몬드 더스트
스즈노 후스케 (가젤, ガゼル) (涼野風介) / 최풍현(승준호)
성우 : 타키모토 후지코 / 하은진→배정미
에일리아 학원 마스터 랭크 팀 다이아몬드 더스트의 주장이며, 작지만 높은 공격력을 자랑한다. 3기에서 라이몬에게 대결을 신청하지만, 경기 초반의 아후로 테루미(아프로디)의 합류와 경기 종료 직전에 엔도 마모루가 머리로 노던임팩트를 막는 플레이 등으로 인해 무승부로 기록되어 키라 세이지로의 버림을 받기까지 한다. 후에 세이지로가 제네시스를 택한 것에 불만을 품은 나구모 하루야(번)과 힘을 합쳐 더 카오스를 결성, 라이몬에게 대결을 신청한다. 그러나 경기 막바지에 이를 즈음 키야마 히로토의 등장으로 번과 추방당한다. 4기에서는 파이어 드래곤 팀의 멤버가 되어 이나즈마 재팬과 격돌한다. 주요 필살기는 노던임팩트 V3, 眞 파이어 블리자드(나구모와 연계), 카오스 브레이크 G5(나구모, 아후로디와 연계).
가젤은'설녀'를 모티브로 만들어졌다고 한다. 그러나 남캐로 나온것이 의문이다.
'가젤'이라는 이름은 사슴이 아닌 '風=카제=가제=가젤'이렇게 변형된것이라고 한다.
쿠라카케 크라라 (클라라, クララ) (倉掛クララ) / ?
성우 : ? / ?
다이아몬드 더스트 축의 방어진을 맡고 있는, 푸른 머리카락의 여자 캐릭터이다. 필살기는 프로즌 스틸(改~眞, 워터 베일(V1~3)(이 필살기는 다이아몬드 더스트 공통필살기이므로 이후 생략). 후에 결성되는 카오스의 멤버 중 하나이다.
고쿠카와 칸타로 (곳카, ゴッカ) (極川寒太郎) / ?
성우 : 콘노 쥰 / ?
다이아몬드 더스트의 방어를 맡은, 매우 덩치가 큰 플레이어이다. 이후 결성되는 카오스의 멤버 중 하나이다.
카도미치 토오루 (도롤, ドロル) (角路徹) / ?
성우 : 미야노 마모루 / ?
다이아몬드 더스트의 미드필더를 담당하고 있다. 코, 입을 제외한 얼굴은 전부 가면으로 덮여 있다. 이후 결성되는 카오스의 멤버 중 하나.
크리오네 유키 (리오네, リオーネ) (栗尾根由紀) / ?
성우 : ? / ?
다이아몬드 더스트의 미드필더로, 주황빛 머릿카락을 하고 있으며 얼굴 전체를 화장으로 가렸는데 이 화장은 마치 가면처럼 보인다. 이후 결성되는 카오스의 멤버 중 하나.
시라이 잇카쿠 (벨가, ベルガ) (白井一角) / ?
성우 : ? / ?
다이아몬드 더스트의 골키퍼이다. 필살기는 아이스 블록.
토우치 슈지 (아이큐, アイキュー) (凍地修児) / ?
성우 : ? / ?
다이아몬드 더스트의 방어진으로, 멤버들 중 유일하게 안경을 쓰고 있다. 토우치 아이(아이시)와 남매 관계. 애니에서는 존재감이 거의 없다시피 한다.
토우치 아이 (아이시, アイシー) (凍地愛) / ?
성우 : ? / ?
다이아몬드 더스트 축의 미드필더로, 보랏빛 머리카락을 띠고 있다. 토우치 슈지(아이큐)와 남매 관계로, 애니의 다이아몬드 더스트 전에서 자주 눈에 띈다.
토바 렌 (바렌, バレン) (鳥羽蓮) / ?
성우 : ? / ?
다이아몬드 더스트 측의 수비수이다. 얼굴에 마스크를 쓰고 있다.
츠무지노 토우지 (블로우, ブロウ) (旋風野冬司) / ?
성우 : ? / ?
다이아몬드 더스트의 공격진 중 하나이다. 애니에서는 게임의 모습보다 좀 더 호리호리하다.
미코오리 레이 (프로스트, フロスト) (御氷雫) / ?
성우 : ? / ?
다이아몬드 더스트의 공격수로, 머리카락이 얼음 결정같이 되어있다.

### 프로미넌스
나구모 하루야 (번, バーン) (南雲晴矢) / 남승운
성우 : 후루시마 키요타카 / 정재헌
에일리아 학원 마스터 랭크 팀 프로미넌스의 주장이다. 라이몬 일레븐이 오키나와에 불꽃의 스트라이커(고엔지 슈야]를 가리킴)의 소문을 찾아갔을 때 불꽃의 스트라이커를 사칭하여 라이몬 일레븐에 들어와 몰래 정보를 캘 속셈이었으나 키라 히토미코가 어느 중학교 출신이냐 물을 때 키야마 히로토가 에일리아 학원이라고 말해 정체를 드러낸다. 남을 비꼬는 말투가 간혹 나오는 게 특징이며, 키라 세이지로가 제네시스를 택한 것에 불만을 품어 라이몬에게 비겨 세이지로의 버림을 받은 스즈노 후스케(가젤)와 힘을 합쳐 더 카오스를 결성, 라이몬에게 대결을 신청하지만, 경기 막바지에 키야마 히로토의 등장으로 가젤과 같이 추방당한다. 이후 4기에서 마찬가지로 파이어 드래곤팀의 멤버가 되어 이나즈마 재팬과 격돌한다. 주요 필살기는 아토믹 플레어 V3, 眞 파이어 블리자드(스즈노와 연계), 카오스 브레이크 G5(스즈노, 아후로디와 연계).
아츠이시 시게토 (히트, ヒート) (厚石茂人) /
성우 : 카지 유우키 / ?
번이 이끄는 에일리어 학원 마스터 랭크 팀 프로미넌스 소속. 번과는 소꿉친구이다. 애니판에선 프로미넌스가 한 번도 라이몬 중학교와 대결을 해 보지 못한 관계로 후에 카오스의 일원 등장한다. 그 후 네오 재팬의 멤버가 되지만, 네오 재팬의 경기 때, 밴치에 앉아있기만 했다. 포지션은 MF, 등번호 6번
오오이와 크란도 (그렌트, グレント) (大岩蔵人) / ?
성우 : ? / ?
바라조노 하나 (바라, バーラ) (薔薇園華) / ?
성우 : ? / ?
여자아이로 몸집이 작고 하늘색 리본과 안경이 특징. 귀여운것을 아주 좋아하며 좋아하는 것은 어떤 수단을 써서라도 손에 넣으려고한다. 포지션은 DF , 등번호는 2번.
혼바 게키 (봄버, ボンバ) (本場激) / ?
성우 : 히라이 요시유키 / ?
프로미넌스의 수비수(DF)이다. 덩치가 매우 크며 불길을 연상케 하는 머리를 하고 있다. 그렇지만 덩치에 비해 외모가 괜찮아서 플레이어들에게 인기가 적지 않다. 필살기는 이그나이트 스틸(改~眞).
네츠하 나츠히코 (넷파, ネッパー) (熱波夏彦) / ?
성우 : 야나기하라 테츠야 / 배주영
번이 이끄는 에일리어 학원 마스터 랭크 팀 프로미넌스 소속. 애니판에선 프로미넌스가 한 번도 라이몬 중학교와 대결을 해 보지 못한 관계로 후에 카오스의 일원 등장한다. 아후로 테루미(이하 아후로디)의 헤븐즈타임을 깨거나 이치노세의 플레임 댄스를 제치는 등 놀라운 실력을 보여주지만 카오스전에서 프로미넌스의 힘으로만 라이몬중학교와 대결을 승리로 이끄려하다 결국 팀내간의 분열으로 7점이나 실점을 하게 된다. 포지션 FW , 등번호 11이다.
하가크레 코우타로 (바크레, バクレー) (葉隠幸太郎) / ?
성우 : ? / ?
사토 카즈오 (사토스, サトス) (佐藤数男) / ?
성우 : ? / ?
하스이케 안 (레안, レアン) (蓮池杏) / ?
성우 : ? / ?
여자아이로 주황빛 단발머리를 가지고 있다. 자기보다 강한사람은 용납하지 않는 성격으로, 꿈은 우주최강 축구선수. 포지션은 MF, 등번호는 7번
니토 호노카 (보니토나, ボニトナ) (仁藤穂香) / ?
성우 : ? / ?
여자아이로 청녹색의 머리카락에 안경을 쓰고있다. 섹시한 겉모습에 농락당했다가 다친사람이 끊이질않는다. 포지션은 MF,등번호는 8번(아쉽게도 애니에서는 등장하지 않았다.)
사이덴 죠 (사이덴, サイデン) (祭殿丞) / ?
성우 : ? / ?

### 카오스
나구모 하루야 (번, バーン) (南雲晴矢) / 남승운(불이란뜻의 훈)
나구모 하루야 문서를 참조
스즈노 후스케 (가젤, ガゼル) (涼野風介) / 최풍현(승준호)
스즈노 후스케 문서를 참조

### 다크 엠페러즈
카제마루 이치로타 (風丸一郎太) / 강바람
카제마루 이치로타 문서를 참조
소메오카 류고(染岡竜吾) / 곽용호
소메오카 류고 문서를 참조
카게노 진 (影野仁) / 음침한
카게노 진 문서를 참조
쿠리마츠 텟페이 (栗松鉄平) / 왕밤톨
쿠리마츠 텟페이 문서를 참조
한다 신이치 (半田真一) / 김기준
한다 신이치 문서를 참조
쇼린지 아유무 (少林寺歩) / 소림보
쇼린지 아유무 문서를 참조
시시도 사키치 (宍戸佐吉) / 홍당무
시시도 사키치 문서를 참조
마츠노 쿠스케 (松野空介) (맥스, マックス) / 고하늘
마츠노 쿠스케 문서를 참조
야미노 카게토 (闇野カゲト) (쉐도우, シャドー)/ 음영우
야미노 카게토 문서를 참조
니시가키 마모루 (西垣守) / 견단오
니시가키 마모루 문서를 참조
스기모리 타케시 (杉森威) / 고치수
스기모리 타케시 문서를 참조

### 배후의 인물
키라 세이지로 (吉良星二郞) / 장길성
성우 : 호우키 카츠히사 / 이호산
키라 히토미코의 아버지로, 동시에 햇님원(お日さま園)의 에일리아 학원 멤버들에게도 아버지같은 사람이기도 한 존재다. 에일리아 학원 사건의 원흉이다. 오래전, 자신의 어린 아들 히로토 가 해외에서 불의의 사고로 죽자, 경찰에게 수사할 것을 의뢰하지만 경찰은 그 사건을 얼렁뚱땅 사고사로 처리하자, 세상에 복수를 하고 싶어한다. 그러나 히토미코의 부탁으로 방문하게 된 햇님원의 어린 에일리아 학원 멤버들을 보며 그 복수심이 점점 가라앉게 된다. 그리고 현재로부터 5년 전, 에일리아 석(石)이 지구로 추락하자 에일리아 석에서 뿜어나오는 에너지에 매료되자 복수심이 다시 되살아난다. 그리하여 에일리아 학원을 만들어 하나하나 팀을 만든다. 그러나 현재에서 라이몬 일레븐의 의해 최강의 팀인 더 제네시스마저 패배하자, 자신의 생각이 잘못됐음을 알고 뉘우치게 된다. 그리고 에일리아 학원이 파괴될 때, 파괴되는 에일리아 학원과 같이 생을 마감하려 했으나 엔도 마모루와 히로토의 설득을 통해 생각을 고쳐 그들과 같이 에일리아 학원을 탈출하고, 사건의 원흉으로 경찰들에 의해 체포당한다.(게임에서는 에일리아 학원 내에서 체포당한다.)
 켄자키 류이치 (研崎竜一) / 주용일
성우 : 나리타 켄 / 정재헌
이나즈마 일레븐 2기에서부터 가끔 등장한다. 에일리아 학원 사건의 원흉인 키라 세이지로의 비서로 일하는 듯 했으나, 실은 세이지로가 에일리아 석(石)의 올바른 사용법을 모르는 것 같다고 생각하며 매우 깔보고 있었다. 그래서 에일리아 학원으로 라이몬 일레븐의 찾아왔을 때 내심 라이몬 일레븐의 승리를 기도했다. 그의 바람대로 라이몬 일레븐이 제네시스를 4:3으로 이기자, 에일리아 학원을 폭파시키고, 남은 에일리아 석을 챙겨 미리 라이몬 중학교에 도착, 카제마루 이치로타, 소메오카 류고 등의 11명을 모아 다크 엠퍼러즈를 결성한다. 그리고 그들을 하이 솔져라 칭하며 라이몬을 없애려 했으나, 모두의 응원을 받으며 몇번이고 다시 일어서는 라이몬과, 더욱이 엔도 마모루의 우정의 힘으로 모두가 에일리아 석의 유혹에서 벗어난다. 그 순간 자신이 갖고 있던 에일리아 석이 산산조각 나면서 힘을 잃게 되어, 진짜 원흉으로 지목받아 경찰에 체포당한다.

## 하쿠렌 중학교 (白恋中学校) / 백연중학교
후부키 시로 (吹雪士郎) / 눈보라
성우 : 미야노 마모루 (유년시절은 오리카사 후미코) / 임채헌 (유년시절은 윤승희, 극장판은 강호철)
포지션/번호 : DF/FW(9)
이나즈마 일레븐 2기에 스트라이커이자 수비수로 나온다. 홋카이도 출신으로, 어렸을 때 주니어축구대회에 우승했을 정도로 실력이 뛰어난 수비수이다. 하지만 그 동시에 에이스 스트라이커인 동생 후부키 아츠야와 부모님을 집에 돌아가는 동안 눈사태로 모두 잃었다. 그 사고로 인해 그는 혼자가 되었고, 트라우마(PTSD)가 생겨 눈사태 비슷한 소리나 눈이 떨어지면 그때의 기억이 되살아나 패닉 상태에 빠진다. 그리고 자신만 살아남은 죄책감에 동생의 인격이 태어나게 되고 이중인격이 되어 수비,공격을 모두 할 수 있었지만, 2기 에일리아 학교와의 싸움으로 인해 인격이 흐트려지게 된다. 하지만 고엔지 슈야의 조언과 다름 동료들 덕에 아츠야의 인격과 자신의 인격이 합해져 완벽한 선수가 되었다. 4기에서 일본대표선수가 되었지만 세계대회에 가기 전 한국대표 파이어 드래곤과의 결투로 부상을 입어 한동안은 재활치료를 받지만 다시 몸상태가 좋아져서 대표선수로 복귀한다. 하지만 그대신 다른 대표선수인 쿠리마츠 텟페이가 빠진다. 일인칭은 [ボク:보쿠], 나긋나긋한 성격이지만 천연계 독설가이며, 가만히 있어도 여자가 붙는 마성의 소년이다. 필살기는 眞 아이스 그라운드, 이터널 블리자드 V3, 울프 레전드 G5, 眞 크로스 파이어, 디어스 G5, 眞 스노우 엔젤, 眞 썬더 비스트, 더.허리케인 V3,더.버스 V3(The Birth. 탄생), 빅뱅 G5.
후부키 아츠야 (吹雪アツヤ) / 눈태양
성우 : 미야노 마모루 (유년시절은 코바야시 사나에) / 임채헌 (유년시절은 하은진)
후부키 시로의 2살 아래인 남동생이다(쌍둥이라는 동인설정도 있다). 육체는 어릴 적 눈사태로 인해 없어졌으며(이 사고가 일어났을 때 후부키 일가가 타고 가던 차가 눈에 파묻히기 직전 아츠야가 형인 시로를 차 밖으로 밀어 후부키 시로만 간신히 살아남았다.) 형 후부키가 죄책감을 느끼자 후부키의 몸 속에서 인격이 부활하게 된다. 이후 수비할 때는 후부키가, 공격할 때는 아츠야가 되어 공격을 했다. 포지션은 공격수(FW)로, 침착한 형 후부키에 비해 제멋대로인 특징이 있다. 마이우지 중에서 엡실론의 주장 데자무(사기누마 오사무)가 이터널 블리자드를 간단히 막자, 이때부터 조금씩 후부키의 인격이 틀어지기 시작했다. 이터널 블리자드가 한 손으로도 막힌 게 분해서 데자무만 쳐다봐도 바로 깨어날 정도로 승부욕이 강하다. 그러나 오키나와에서 엡실론 改(슈퍼 엡실론)이 되어 돌아온 데자무에게 인격의 틀어짐으로 급격히 약해진 이터널 블리자드가 막히고 데자무가 더 이상 필요없다는 말에 후부키를 슬럼프에 빠뜨린 계기를 만든다. 이후 제네시스 전에서 형 후부키와 같이 아버지가 말한 "완벽이 되라"라는 의미를 깨닫고 인격이 하나로 합쳐진다. 일인칭은 [オレ:오레]. 애니에서는 잘 안나오지만 게임에서는 딱히 안그런척 하면서도 형을 아끼는 면모를 보여준다. 필살기는 이터널 블리자드 V3.
하코다 테츠 (函田鉄) / ?
성우 : ? / ?
포지션/번호 : GK(1)
하쿠렌 중학교 2학년생으로, 러시아풍 모자를 쓰고 있다. 험악해 보이는 얼굴에 맞지 않게 야경을 좋아하는 로맨티스트. 필살기는 「오로라 커튼」
마토로 주카 (真都路珠香) / ?
성우 : ? / ?
포지션 번호 : DF/FW(2)(후부키의 포지션에 따라 주카의 포지션이 결정된다.)
2학년 금발머리 여학생으로, 몇 번을 쓰러져도 다시 일어나는 근성을 갖고 있다. 마찬가지로 러시아풍 모자를 쓰고 있다.
오시야 만베 (押矢万部) / ?
성우 : ? / ?
포지션/번호 : DF(3)
하쿠렌 중학교 1학년으로, 오렌지색 모자를 쓰고 있으며 늘상 콧물을 흘린다. 시합 도중에 가리비를 먹을 정도로 가리비를 광적으로 좋아한다.
마부카 소지 (目深宗司) / ?
성우 : ? / ?
포지션/번호 : DF(4)
2학년생으로, 항시 선글라스와 하얀 모자를 쓰고 있다. 혹독한 눈보라가 몰아쳐도 두꺼운 모자가 막아주기 때문에 멀쩡한 모습으로 시합할 수 있다.
유키노 세이야 (雪野星也) / ?
성우 : 콘노 쥰 / ?
포지션/번호 : DF(5)
하쿠렌 중학교 1학년생이다. 붉은 두건을 쓰고 있으며, 비만체형으로 항상 콧물을 흘린다. 애니에서는 메가네에게 콧물 닦은 손으로 악수를 청하고 어깨동무까지 한 녀석이다.
아라야 콘코 (荒谷紺子) / ?
성우 : 고토 사오리 / ?
포지션/번호 : MF(6)
2학년 여학생이다. 밀짚모자를 쓰고 있는 자주색 머리의 조그만 소녀. 눈(雪)을 굉장히 좋아해서 눈을 쌓으면 좋아서 운동장을 계속 뱅뱅 맴돌 정도이다.
이야 마후루 (居屋真降) / ?
성우 : 히노 미호 / ?
포지션/번호 : MF(7)
귀마개와 오렌지색 스노우 고글을 항시 끼고 있는 소년. 스키 타는 것을 광적으로 좋아한다.
소라노 레분 (空野礼文) / ?
성우 : 코바야시 사나에 / ?
포지션/번호 : MF(8)
효죠 레츠토 (氷上烈斗) / ?
성우 : 후루시마 키요타카 / ?
포지션/번호 : FW(10)
청록색 머리카락에 항상 눈이 쌓여 있는 소년. 스노우 고글을 끼고 있다.
키타미 류 (喜多海流) / ?
성우 : ? / ?
포지션/번호 : FW(11)
칙칙한 색의 머플러를 하고 있다. 방랑 생활을 하다 겨울이 되면 하쿠렌 축구부에 합류한다고 한다.
스미타니 타츠마로 (炭谷達磨) / ?
성우 : ? / ?
포지션/번호 : GK(12)
시로쿠마 효지 (白熊氷司) / ?
성우 : ? / ?
포지션/번호 : DF(13)
시츠하라 젠 (湿原然) / ?
성우 : ? / ?
포지션/번호 : MF(14)
고료 타케아키 (五稜武揚) / ?
성우 : ? / ?
포지션/번호 : DF(15)
치히라 코다이 (地平広大) / ?
성우 : ? / ?
포지션/번호 : FW(16)

## 제국학원 (帝国学園) / 제국중학교
키도 유우토 (鬼道有人) / 신귀도
성우 : 요시노 히로유키 / 전태열
포지션/번호 : FW(10) (제국학원), 캡틴 / MF(14) (라이몬 중학교)(이나즈마 재팬) / 이나즈마 일레븐 GO 에서는 제국중 감독
이 작품의 또다른 부주인공. 6살 때 비행기 사고로 부모를 잃고 고아원에서 지내다가 키도 가(家)에 입양되어 키도 가의 양아들로 살고 있다. 어렸을 때부터 제국의 총수 카게야마 레이지를 믿고 따라왔으며 처음엔 다소 차가운 아이로 나오지만 라이몬과의 시합 후에 점점 따뜻한 면이 비추어진다. 또한, 축구를 계속하는 이유 중 하나는 양아버지에게 3년 동안 풋볼 프런티어에서 우승하면 여동생인 오토나시 하루나와 같이 살게 해달라고 요청했기 때문.(그만큼 동생인 하루나에 대한 애정이 각별하다. 그러나 그 애정이 너무 심한 나머지 고엔지와 더불어 시스콤이라 불리기도 한다.)때론 알 법도 한데 모르는 정보나 뜻하지 않은 반응을 보여 당황하게 만드는 엔도 마모루를 보며 이상하게 여기기도 하지만, 한편으로는 점점 성장하는 그의 축구실력과 리더쉽에 감탄한다. 제국학원이 풋볼 프런티어 전국예선에서 떨어지자, 오갈 곳이 없어지게 되지만 후에 라이몬 일레븐으로 팀을 옮긴다. 그 목적은 엔도를 비롯한 라이몬 일레븐의 축구를 동경한 것이기도 하지만, 실질적인 목적은 제국학원을 대표하여 제우스 중학교에 대한 복수를 위해서였다. 리더쉽이 엔도만큼이나 뛰어난지라 엔도가 주장자리를 맡을 수 없는 순간에 감독들이 주장 자리를 맡기려 하기도 한다. 일본에서 인정받은 천재 게임메이커이며, 그 명성에 걸맞게 감독들의 의미심장한 의도를 빨리 알아챈다. 또한 플레이도 지능적이어서 웬만한 필살 택틱스의 지휘도 키도에게 있다. 카게야마에게서 받은 고글에 가려진 눈은 한번씩 비추어지다가 6기에서 Mr.K라는 가명으로 이탈리아 대표의 감독이 된 카게야마 앞에서 벗긴 하지만, 그 고글은 자신만의 트레이드 마크라며 계속 쓰고 있을 것이라고 한다. 그 고글은 또한 키도 자신을 천재 게임메이커로 만든 발판이기도 하다. 한국판에서는 사마진(사쿠마 지로)를 '진'이라고 부를정도로 제국의 팀원들에 대한 애정이 각별하여, 56화 때 라이몬 일레븐과 같이 제국에 왔을 때 라이몬에 남을지 제국으로 돌아갈지 하고 고민에 빠지기도 했다. 필살기는 眞 일루젼 볼(돌파), 황제펭귄 2호 V3, 황제펭귄 3호 G5, 이나즈마 브레이크 V3, 킬러 필드 V3, 빅뱅 G5 등. 통칭은 「키도」, 동생인 하루나에게서는 「오빠」(10년 후에는 처음에는 그대로 오빠라고 불렀고, 이후에는 「감독님」으로 호칭이 변경되었고 존댓말을 사용한다.), 그 외 후배들에게는 「키도 선배」
사쿠마 지로 (佐久間次郎) / 사마진
성우 : 타노 메구미 / 안현서(극장판은 김새해)
포지션/번호 : FW(11) / FW(16) (이나즈마 재팬) / 이나즈마 일레븐 GO 에서는 제국중 코치
제국학원 출신으로, 포지션은 공격수(FW). 한 쪽 눈에 안대를 차고 다니지만 어째서인지는 밝혀지지 않았다. 키도 유우토에 대한 특징을 오랫동안 같이 플레이해 와서 잘 알고 있으며, 호흡도 잘 맞는다. 그러나 풋볼 프런티어 전국예선에서 제우스 중에게 10:0 완패를 당할 때, 겐다 코지로와 같이 특히 심한 부상을 입는다. 이후 후도 아키오의 행동 탓에 카게야마 레이지에게 겐다와 같이 다시 이용당하게 된다. 그리고 진 제국학원의 멤버가 되어 금단의 기술인 황제펭귄 1호를 3번이나 사용(원래는 한 시합에 최고 2번까지 해야만 한다.)하고 쓰러질 때 다시 정신이 들게 되고, 금단의 기술인 비스트 팡을 1번만 써서 빨리 회복된 겐다와 달리, 황제펭귄 1호를 3번이나 써서 오랜 시간동안 치료받았다. 3기에서 키도가 엔도 마모루, 도몬 아스카과 같이 라이몬만의 데스존을 만들 때 힌트를 주기도 했다. 이후 4기에서 히비키 세이고우의 연락을 받고 이나즈마 재팬의 후보로 들기도 했으나 역시 아시아 예선 때는 대표에 들지 못하다가 세계에 진출할 때 합류한다. 진 제국학원 때의 사건을 잘 기억하기에 후도를 매우 증오하고 있다. 5기에서 후도가 Mr.K라는 가명으로 돌아온 카게야마를 봤을 때에도 후도가 다시 카게야마에게 빌붙으려고 하는 것이라고 생각했으나, 이탈리아 대표 결정전인 오르페우스 vs 팀 K 전에서 미완성된 키도와 후도의 연계슛을 보고 후도에 대한 오해와 증오를 풀게 된다. 단독 필살기는 금단의 기술인 황제펭귄 1호 G5, 연계 필살기로는 眞 트윈 부스트와 황제펭귄 시리즈(2호[V3], 3호[G5]).
겐다 코지로 (源田幸次郎) / 맹수현
성우 : 나카무라 유이치 / 임채헌
포지션/번호 : GK(1)
제국학원 출신으로, 포지션은 골키퍼(GK). 역시 키도 유우토와 매우 친한 사이이다. 사쿠마 지로와 같이 풋볼 프런티어 전국예선에서 제우스 중에 의해 병원에 입원, 마찬가지로 후도 아키오에 의해 또다시 카게야마 레이지에게 이용당한다. 이후 진 제국학원의 멤버가 되어 라이몬 중과 시합할 때 금단의 기술인 비스트 팡을 썼으나, 1번만 사용해서 큰 부상은 입지 않았다. 진제국 에피소드에서, 겐다는 황제펭귄 1호를 3번이나 사용해서 후유증으로 쓰러진 사쿠마를 보고 정신이 든다. 3기에서 라이몬과 제국 학원의 연습시합 후반전 중에 제국학원 멤버들에게 키도에게 볼을 넘겨주라고 할 정도로 키도가 라이몬의 데스존을 만드는 일에 협조하기도 했다. 나중에 4기에선 키라 히토미코의 주목을 받아 네오재팬의 골키퍼가 된다. 주요 필살기는 파워 쉴드, 풀 파워 쉴드, 비스트 팡, 드릴스매셔 V3, 眞 무한의 벽 등.
오오노 덴스케 (大野伝助) / 방장군
성우 : 쿠시다 야스미치 / ?
포지션/번호 : DF(2)
거대한 덩치가 중학생으로는 보기 힘들 정도.그런 몸집을 이용해서 공격해오는 상대 선수의 앞길을 철저히 가로막는 디펜스를 펼친다.일단 그의 방어를 받게 되는 상대 선수는 그 어마어마한 모습에 주눅들 수밖에 없다고.
반죠 카스미치 (万丈一道) / 홍만장
성우 : ? / ?
포지션/번호 : DF(3)
단발머리가 특징인 선수.경기가 시작되면 그는 볼에 대한 집념으로 마치 불독처럼 자신에게 온 볼은 어떤 수단을 써서라도 끝까지 물고 사수한다.
나루카미 겐야 (成神健也) / 김성신
성우 : 죠 마사코 / ?
포지션/번호 : MF(4)
언제나 머리에 쓰고 있는 헤드폰이 트레이드 마크이며,헤드폰으로 흘러나오는 강렬한 리듬을 온몸으로 타며 박진감 넘치는 플레이를 펼친다.자신만의 리듬을 타며 움직이는 나루카미를 만나면 상대 선수는 당황할 수밖에 없다고 한다.4기에서 네오재팬의 선수로 나온다.
고죠 마사루 (五条勝) / 권오성
성우 : ? / ?
포지션/번호 : DF(5)
항상 웃고 있는 표정의 포커페이스.경력과 성격 모두 비밀에 쌓인 미스터리한 인물.제국 축구부의 선수 모두를 관리하고 있는 키도조차도 그의 진짜 속내를 알 수 없을 정도다.그런 포커페이스를 이용한 1대 1디펜스에서는 따라올 자가 없다고 한다.
헨미 와타루 (辺見渡) / 차견우
성우 : 콘노 쥰 / 정재헌
포지션/번호 : MF(6)
자신이 제국학원의 축구부 선수라는 것에 대해 큰 자부심을 지닌 선수.그래서인지 같은 학년임에도 키도를 선배 대하듯 공손히 대하는 반면에,다른 학교 축구부는 무시하며 깔보는 경향이 강하다.
사키야마 슈지 (咲山修二) / 영산
성우 : 코다이라 유우키 / ?
포지션/번호 : MF(7)
마치 드라마에 나오는 불량 폭주족처럼 마스크를 착용하고 있는 것이 특징인 선수.성격 또한 성급하여 매우 공격적인 플레이를 펼친다.가끔은 상대 선수의 안전을 생각하지 않는 거친 플레이로 야유를 받기도 한다.
도멘 쇼이치로 (洞面秀一郎) / 오동면
성우 : 니시가키 유카 / ?
포지션/번호 : MF(8)
작은 몸집에 작은 키를 소유한 선수.그렇기에 다른 선수에 비해 공의 파워가 떨어진다. 하지만,머리 회전이 빨라 경기 중의 대처가 좋으며 순간순간의 임기응변이 뛰어난 재간돌이 선수이다.
지몬 다이키 (寺門大貴) / 황문태
성우 : 시노미야 고우 / ?
포지션/번호 : FW(9)
긴 팔다리를 이용하면서도 빠른 플레이를 구사하여 상대를 위협하는 실력파 공격수.본인의 잘못을 깨달았을 때 뉘우침이 빠르며 상대를 향한 사과의 표현도 주저하지 않는다.나루카미와 마찬가지로 4기에서 네오재팬의 선수가 되어 등장한다.
필살기는 연속 슛
효도 유헤이 (兵藤雄平) / ?
성우 : ? / ?
포지션/번호 : GK(12)
무쿠모토 케이 (椋本圭) / ?
성우 : ? / ?
포지션/번호 : FW(13)
시부키 쇼다이 (渋木翔大) / ?
성우 : ? / ?
포지션/번호 : MF(14)
오오쿠스 세이지 (大楠星士) / ?
성우 : ? / ?
포지션/번호 : FW(15)
에나 카즈키 (恵那和樹) / ?
성우 : ? / ?
포지션/번호 : FW(16)
카게야마 레이지 (影山零治) / 엄석권
성우 : 사사키 세이지 / 송준석
포지션/번호 : 감독/총수
일본에서 오래전 높은 명성을 자랑하던 축구선수 카게야마 토고의 아들이다. 그러나 토고가 어느 해에 대표로 발탁되지 못하자, 축구에 빠졌던 자신의 아버지와 아버지를 나락으로 떨어뜨린 축구를 증오하기 시작했다. 그리고 축구를 이용해 축구를 파괴할 생각을 꾸미게 된다. 후에 엔도 마모루의 외할아버지인 엔도 다이스케를 해치려 했으나 부상을 입은 다이스케는 마사타카(후유카의 친아버지) 등을 비롯한 3명의 도움을 받아 해외로 도피하고 세 사람에게 자신은 죽었다고 거짓 소문을 퍼뜨리게 해서 정말로 다이스케가 죽은 걸로 생각한다. 그리고 제국학원의 총수가 되어 40년 동안 제국학원의 위엄을 떨친다. 그러나 엔도가 라이몬 일레븐으로 다시 부활하려 하자, 라이몬 일레븐을 후유카이 스구루, 도몬 아스카 등의 스파이와 자신들의 수하를 이용해 파괴하려 하지만 번번이 실패하고, 제국학원에서 시합 휘슬이 울리자마자 라이몬 진영에 철근을 떨어뜨린 것을 계기로 오니가와라 겐고로 형사에게 덜미를 잡혀 체포당한다. 그러나 증거 불충분으로 석방된다. 그리고 자신과의 인연을 끊은 제국학원을 버리고 제우스 중학교에게 신의 아쿠아를 먹이게 해서 라이몬을 파괴하려 했으나 또 실패하고, 신의 아쿠아를 증거로 잡혀 또다시 체포당하지만, 홋카이도 부근에서 누군가가 찬 공에(후도 아키오나 조종당하는 사쿠마 지로로 추정된다.) 구속되던 차가 파괴되어 탈옥하고, 진 제국학원을 설립하여(키라 세이지로가 도움을 준 것으로 추정된다.) 또다시 라이몬 일레븐을 파괴하려 했으나 1:1 무승부가 되자, 진 제국학원의 모든 멤버들을 버리고 진 제국학원을 파괴함으로써 자취를 감춘다. 후에 5기에서 Mr.K 라는 가명으로 되돌아와서, 이탈리아 대표 팀인 오르페우스의 감독이 된다. 그러나 피디오 아르데나를 제외한 모든 오르페우스 멤버들로부터 불신을 받는다. 그리고 이나즈마 재팬 vs 오르페우스 전에서 피디오가 카게야마 토고의 축구를 보여줌으로써 마음 속 깊은 어둠에서 벗어난다. 경기가 끝난 후 경찰들에 의해 체포되었으며, 구속된 차량에서 내리는 순간 가르실드가 보낸 부하에 의해 사망한다.(다만, 애니메이션 상으로는 엔도와 키도 일행들은 카게야먀를 죽인 게 누군지까지는 아는 기색을 보이지 않았다.) Mr.K로 되돌아왔을 때는 루셰라는 소녀에게 자주 편지를 보내기도 했다. 죽기 직전, 오니가와라 형사에게 강화 인간 프로그램에 대한 단서를 남겨 준다.이나즈마일레븐GO갤럭시에서 또다른 가명으로 이나즈마제펜의 감독을 맡았다.

## 슈요메이토 학원(秋葉名戸学園) / 추엽 중학교
노벨 라이트 (野部流来人) / 오덕후
성우 : 야마데라 코이치 / 정재헌
포지션/번호 : MF(3)
슈요메이토 학원 2학년. 슈요메이토 학원 축구부의 캡틴. 게임 통칭은 노벨. 작은 안경을 착용하고 있다. 글을 쓰는 것이 취미로, 가끔 월간 문예지에 작품을 투고하기도 한다. 애니메이션에서는 메가네에게 말을 걸어 메이드 카페의 지하로 라이몬 축구부 일행을 데리고 갔었다. 망가 모에와 합작한 시루키 나나의 원작자. 필살기는 「오리무중」.
아이도루 소우 (相戸留捜)
성우 : 히노 미호 / ?
포지션/번호 : GK(1)
슈요메이토 학원 2학년. 게임 통칭은 아이돌. 청색 파마머리에 붉은 테 안경을 착용하고 있다. 아이돌 오타쿠로, 아직 뜨지 않은 미래의 스타들을 찾아내는 것이 취미. 애니메이션에서는 메이드복을 입은 아키, 하루나, 나츠미의 사진을 찍었다. 필살기는 「골대 옮기기」.
스지미치 테츠오 (筋路鉄雄)
성우 : 후루시마 키요타카 / ?
포지션/번호 : DF(2)
슈요메이토 학원 3학년. 게임 통칭은 텟쨩. 갈색 머리에 붉은 머리띠를 묶고 있다. 철도 모형을 좋아하며, 미래의 꿈은 방을 통째로 철도 모형으로 채우는 것. 필살기는 「오리무중」.
무테키 히데오 (無敵英雄) / 황영웅
성우 : 나카무라 유이치 / 송준석
포지션/번호 : DF(4)
슈요메이토 학원 2학년. 게임 통칭은 히-로(히어로). 갈색 머리이고 목에 붉은 스카프를 매고 있다. 가면라이더의 오마주. 특촬물 오타쿠로, 초등학생들과 영웅 놀이를 하는 게 취미. 애니메이션에서는 경기 내내 영웅스런 대사를 읊었으나, 메가네에게 공을 수박으로 바꾸는 등의 행위는 영웅답지 못하다고 지적받았다. 오리무중을 생각해낸 인물. 필살기는 「오리무중」, 「페이크 볼」.
카리사와 소우 (仮沢装)
성우 : 키타자와 리키 / ?
포지션/번호 : DF(5)
슈요메이토 학원 2학년. 게임 통칭은 코스프레. 고양이 귀를 머리에 붙이고 있고, 손에는 고양이 장갑을 끼고 있으며 볼이 분홍색으로 물들어있다. 코스어로, 코스프레 하는 것을 정말 좋아하지만 돈이 없어서 매번 스스로 만들어서 하고 있는 듯 하다. 필살기는 「오리무중」.
온라 이츠키 (御良一輝) / 온라인
포지션/번호 : MF(6)
슈요메이토 학원 2학년. 게임 통칭은 온라인. 긴 보랏빛 갈색 머리를 뒤로 묶고 있으며, 오른쪽 앞머리가 눈을 가리고 있다. 전형적인 온라인 게임 폐인으로, 밤을 새서 게임을 하는 탓에 수업 중에는 내내 자고있다.
오노토모 하루 (自作派流)
포지션/번호 : FW(7)
슈요메이토 학원 2학년. 게임 통칭은 자작파. 푸른 색의 머리를 하고 있으며 큰 안경을 쓰고 있다. 슈요메이토에선 외모가 특출한 편으로, 게임에선 이케맨UP!스킬을 소유하고 있기도 하다. 컴퓨터를 스스로 만드는 걸 취미로 삼아, 집에는 데스크톱 컴퓨터가 10대 정도 된다고 한다.
로보 고우키 (呂簿合機)
포지션/번호 : MF(8)
슈요메이토 학원 1학년. 게임 통칭은 로보. 분홍색 머리를 단발로 길렀으며, 뺑뺑이 안경을 쓰고 있다. 로봇 모형이나 프라모델을 좋아하는 로봇 오타쿠. 텔레비전에서 합체 장면이 나오면 화면에서 떨어질 줄을 모른다. 애니메이션에서는 로봇 만화에서 합체 장면이나 설교 중 공격하는 것은 로봇 오타쿠로서의 룰에 어긋난다고 메가네에게 지적당했다.필살기는「오리무중」.
게이무 코노무 (芸夢好武) / 한계임
성우 : 나라 토오루/ ?
포지션/번호 : FW(9)
슈요메이토 학원 2학년. 게임 통칭은 게임광. 벽돌색의 컬이 진 장발이며, 헤드밴드를 하고 있다. 콘솔계 게임 오타쿠. 발매한 게임은 그날에 사야만 직성이 풀리는 지독한 게임광이다. 애니메이션에서는 망가 모에와 정신력배트를 사용해 골을 넣었다. 평소에는 의욕없는 목소리지만, 게임을 할 때나 경기 중에는 꽤 시끄러워지는 기분 파. 필살기는 필살기는 「오리무중」, 「정신력배트」 (망가모에).
망가 모에 (漫画萌) / 장화백
성우 : 타노 메구미 / 안영아
포지션/번호 : FW(10)
슈요메이토 학원 2학년. 게임 통칭은 만화가. 금발의 업스타일로 왼쪽 앞머리가 눈을 가리고 있으며 다크서클이 특징적. 작화 도구로 올린 머리를 고정했다.실키 나나의 그림 담당으로, 인기가 좋아 학교에서 자주 사인을 부탁받기도 한다. 애니메이션에서는 게이무와 정신력배트를 사용했다. 필살기는 「오리무중」, 「정신력배트」 (게이무).
아케이토 타츠히토(明井戸達人) / 아사달
포지션/번호 : FW(11)
슈요메이토 학원 3학년. 게임 통칭은 아케이드. 푸른계열 머리로, V 형태가 그려진 고글을 착용하고 있다. 아케이드 게임의 달인으로, 게임센터의 코인으로 생활을 하고 있는 듯 하다. 애니메이션에서는 게이무와 포지션상 포워드 2TOP을 맡고 있다. 필살기는 「오리무중」.

## 센고쿠이가지마 중학교 (戦国伊賀島中学校) / 전국중학교
키리가쿠레 사이지 (霧隠才次) / 안개천
성우 : 사토 켄스케 → 코바야시 유미코 / 안영아
포지션/번호 : FW(11), 캡틴
1기에서는 카제마루와 호각으로 다툴 정도의 스피드를 자랑했으며, 때때로 축구의 룰을 잊어서 다른 팀원들을 곤란하게 만들기도 한다. 후에는 고엔지도 라이벌로 인식하지만 정작 고엔지 자신은 그것을 인식하지 않는 듯. 4기에서는 네오 재팬의 멤버가 되어 활동한다. 필살기는 「잔상」「진흙덩어리」
모모치 산타 (百地三太) / ?
성우 : ? / ?
포지션/번호 : GK(1)
필살기는 「회오리 바람」
후지바야시 나가토 (藤林長門) / ?
성우 : ? / ?
포지션/번호 : DF(2)
코우사카 진 (高坂仁) / ?
성우 : 콘노 쥰 / ?
포지션/번호 : DF(3)
필살기는 「그림자 뺏기」
지라이야 가마스케 (児雷也蟇助) / ?
성우 : 시노미야 고우 / ?
포지션/번호 : DF(4)
필살기는 「시코후미」
이시카와 고에타 (石川五衛太) / ?
성우 : ? / ?
포지션/번호 : DF(5)
필살기는 「시코후미」
후마 코헤이타 (風魔小平太) / ?
성우 : 죠 마사코 / ?
포지션/번호 : MF(6)
필살기는 「거미줄」
코우가 겐 (甲賀幻) / ?
성우 : ? / ?
포지션/번호 : MF(7)
필살기는 「분신 페인트」
사루토비 사노스케 (猿飛佐之助) / ?
성우 : ? / ?
포지션/번호 : MF(8)
야규 쥬로 (柳生十郎) / ?
성우 : ? / ?
포지션/번호 : FW(9)
필살기는 「분신 슛」
하츠토리 한조 (初鳥伴三) / ?
성우 : 히노 미호 / ?
포지션/번호 : MF(10)
이가지마 센이치 (伊賀島仙一) / ? - 감독
성우 : ? / ?
센고쿠이가지마 중학교의 필살 택틱스
- 이가지마류 축구전술・언월진 : 야규 쥬로를 중심으로 8명이 V자형이 되도록 퍼져서, 흙먼지에 싸여서 돌진한다. 1기에서는 필살 택틱스 개념이 없었던지라 기술 중 하나로 처리.

## 키도카와세이슈 중학교 (木戸川清修中学校) / 청수중학교
니시가키 마모루 (西垣守) / 견단오
포지션/번호 : DF(2)
성우 : 스야마 아키오 / 이호산
이치노세와 아키와 도몬과는 소꿉친구로, 고엔지가 라이몬 중학교에 전학간 후에 아버지의 전근으로 미국에서 키도카와 세이슈에 전학을 왔다. 후에 풋볼 프론티어에서 라이몬 중학교와 시합을 하게 되어 이치노세, 도몬, 아키와 다시 재회하게 된다. 시합에서 트라이 페가수스의 원래 사용자였던 만큼 약점을 가장 잘 알고 있어서 스피닝 컷으로 차단해 버리지만, 두 번째에서는 오히려 더 피닉스로 진화하게 만드는 계기를 만들어 주었다. 시합이 끝난 뒤에도 승패에 연연하지 않고 이치노세 일행과 사이좋게 지내는 모습을 보여주었다. 2기에서는 제미니 스톰의 습격으로 학교가 부서져 심한 부상을 입는 모습을 보여준다. 후에는 다크 엠페러즈의 일원이 되어 시합때 더 피닉스를 스피닝 컷으로 차단하였다. 필살기는 「스피닝 컷」.
무카타 마사루(武方 勝) / 봉승리
포지션/번호 : FW(9)
성우 : 쿠보 사토시→후루시마 키요타카 / 김장→정재헌
키도카와 세이슈 중학교 3학년(애니메이션에서는 2학년). 삼형제 중 장남이며 누구보다도 승리에 구애되는 남자. 키도카와 세이슈 중학교 축구부 주장이다. 선글라스에 보라색 머리를 하고 있다. 어미에 「みたいなァ」를 붙여 말한다. 고엔지와 같은 팀메이트였다. 1기에서는 제국과의 시합때 빠진 고엔지를 원망하고 있었으나 사정을 알게 되고는 이내 고엔지에게 사과를 한다. 3기에서는 FW가 많아 MF로써 시합에 나왔기 때문에 불만을 표출해서, 그 꼬투리를 후도에게 잡혀서 오프 사이드 트랩에 당하기도 한다. 필살기는 「백 토네이도」, 「트라이앵글 Z」(3형제 공통)
무카타 토모(武方 友) / 봉우정
포지션/번호 : FW(10)
성우 : 나카무라 유이치 / 임채헌
키도카와 세이슈 중학교 3학년(애니메이션에서는 2학년). 삼형제 중 차남이며 대인관계가 좋아 팀메이트의 상담역할을 한다. 선글라스에 분홍색 7:3 가르마를 하고 있다. 삼형제 중에서는 말투가 가장 정중하다. 필살기는 「백 토네이도」, 「트라이앵글 Z」(3형제 공통)
무카타 츠토무(武方 努) / 봉노력
포지션/번호 : FW(11)
성우 : 시노미야 고우 / 정재헌
키도카와 세이슈 3학년 (애니메이션에서는 2학년). 삼형제 중 삼남이며 형들을 동경해 누구보다도 축구연습을 열심히 하게 되었다. 선글라스에 녹색 머리를 하고 있다. 3기에서는 네오 재팬의 후보선수로 들어와 있었다. 필살기는 「백 토네이도」, 「트라이앵글 Z」(3형제 공통)
난잔 요와미 (軟山 弱)
포지션/번호 : GK(1)
키도카와 세이슈 중학교 3학년. 평소에는 연약한 얼굴을 하고 있지만 공을 보면 표정이 바뀐다. 큰 체격에 갈색 버섯머리를 하고 있다. 애니메이션에서는 터프니스 블록을 사용해 드래곤 토네이도를 막았다. 필살기는 「터프니스 블록」
메가와 아키히 (女川 映日)
포지션/번호 : DF(3)
키도카와 세이슈 중학교 1학년. 보랏빛 머리에 화장을 하고 있으며 언제나 최신 유행을 쫓아 브랜드옷을 입고 있다. 애니메이션에서는 시합종반에 쿠리마츠로부터 슬라이딩으로 볼을 빼앗았고 미츠무네, 니시가키등과 함께 허리케인 애로우를 사용하였다. 필살기는 「허리케인 애로우」.
미츠무네 단 (光宗 団)
포지션/번호 : DF(4)
키도카와 세이슈 중학교 2학년. 살찐 체격으로 졸린 것 같은 얼굴을 하고 있다. 자는 것이 무엇보다도 행복하고 너무 행복해 학교에 언제나 지각하고 있다. 애니메이션에서는 메가와, 니시가키 등과 함께 허리케인 애로우를 사용했다.
쿠로베 리츠키 (黒部 立樹)
포지션/번호 : DF(5)
토비야마 단 (跳山 段)
포지션/번호 : MF(6)
성우 : 카토 나나에
키도카와 세이슈 중학교 2학년. 몸집은 작지만 점프력은 다른 사람을 놀라게 할 정도이다. 애니메이션에서는 드리블을 하다가 마사루에게 공을 빼앗기거나, 카제마루로부터 공을 빼앗는 모습이 나온다.
야카타 나오토 (屋形 直人) / 김동혁
포지션/번호 : MF(7)
성우 : 니시가키 유카
키도카와 세이슈 중학교 1학년. 초록색 머리에 원숭이 같은 표정을 하고 있다. 지붕 위에서 낮잠을 자는 것을 정말 좋아하지만, 뒤척임 때문에 잘 떨어지고 있다. 약간 가벼운 성격. 애니메이션에서는 마사루에게 패스를 연결하지 못해 삼형제에게 질책을 들었다.
모기 사키토 (茂木 樹都) / 장영재
포지션/번호 : MF(8)
키도카와 세이슈 중학교 2학년. 갈색 머리의 평범한 모습을 하고 있다. 능력은 높지 않지만, 어시스트에서는 실력 이상의 것을 보인다. 애니메이션에서는 몇 차례에 걸쳐, 동료에게 패스를 연결하는 활약을 보였다.
니카이도 슈고 (二階堂 修吾) (감독)
성우 : 야마데라 코이치
키도카와 세이슈의 감독, 게임과 애니메이션에서는 설정이 다르다. 게임에서는 일본 대표에도 선택되었던 적이 있는 전 프로축구 선수로, 하루나에게 싸인을 부탁받는 등의 장면도 있다. 일인칭은 「나」. 애니메이션에서는 비주얼, 설정도 약간 변경되어 전 프로 축구 선수에서 키도카와 세이슈의 교사가 되었다 (일인칭도 「선생님」이 되고 있다). 선수로부터의 신뢰가 두껍다.

## 진·제국학원 (真・帝国学園) /신·제국중학교
사쿠마 지로 (佐久間次郎) / 사마진
사쿠마 지로 문서를 참조
겐다 코지로 (源田幸次郎) / 맹수현
겐다 코지로 문서를 참조
카게야마 레이지 (影山零治) / 엄석권
카게야마 레이지 문서를 참조
후도 아키오 (不動明王) / 부동명
성우 : 카지 유우키 / 배정미→곽윤상
포지션/번호 : MF(10) / MF(8) (이나즈마 재팬)
어릴 적, 빚에 시달리는 부모를 보고 자라 왔으며 사람들의 위에 서라는 엄마의 말 때문인지 점점 삐뚤어진 길로 살아오게 된다. 그리고 자신의 패거리들을 모으는 것이 자신을 지키는 것이라 생각하여 졸개들을 모아왔다. 이후 카게야마 레이지의 부하가 돼서 사쿠마 지로, 겐다 코지로를 다시 카게야마의 수하로 만들어버린 장본인이다. (이 역시 키라 세이지로로부터 에일리어 석을 받아 힘을 얻은 것이다.) 그러나 1:1로 비기자 카게야마에게도 버림받고 한동안 자취를 감추다가, 3기에서 히비키 세이고우에게 축구실력을 인정받고 이나즈마 재팬의 대표멤버로 발탁되지만, 쿠도 미치야의 전략 때문에 한국전 전반전까지 벤치 신세였다.(그 전략인즉슨, 1번도 뛰지 못하게 해서 파이어 드래곤, 특히 최찬수에게 후도의 데이터를 보여주지 않게 하기 위함이다.) 아시아 예선전에서 계속 벤치 신세를 면치 못한지라 속칭으로 의자왕이라 불리기도 한다. 제멋대로이며 굉장히 교활하지만, 사실 축구 실력은 잠깐 뛰어보는 것만으로 아군과 상대의 스탯을 알아챌 정도고 키도 유우토 못지않은 전략을 펼쳐서 여러 번 활약하게 된다. 다만, 키도와 차이점이라면 키도는 상황을 지켜봐가면서 해결책을 찾는 데 반해, 후도는 직접 몸으로 부딪혀서 해결책을 찾아낸다는 점이 차이점이며, 간혹 해결책이 잘 나오지 않아 상황만 지켜보는 키도를 답답하게 여기기도 할 정도로 성급한 면도 있다. 그리고 원래는 제멋대로 플레이하는 듯 하다가 엔도 마모루가 주장으로서 해야 할 일을 통해 점차 마음의 문을 열게 된다. 3기에서 거리를 다니다가 수상한 남자를 보는데 그게 단번에 Mr.K라는 가명으로 다시 나타난 카게야마임을 알아채고 모든 멤버들 몰래 카게야마를 조사해보려 했으나, 자신이 카게야마를 쳐다본 것을 목격해서 다시 카게야마와 손 잡는 게 아닌가 라고 생각했던 키도와 사쿠마, 그리고 세 사람의 행동이 신경 쓰였던 엔도까지 따라붙게 되어 별 수 없이 같이 다닌다. 마음은 열었지만 가끔씩 터지는 비꼬는 말투는 여전하다. FFI가 끝난 후에는 제국학원으로 들어가 멤버가 된다. 자력으로 배우는 단독 필살기는 없고, 연계 필살기로 킬러 필드(V1~3), 황제펭귄 3호(G1~5).
타이야 레키토 (帯屋暦人) / ?
성우 : ? / ?
포지션/번호 : DF(2)
이야타니 켄고 (弥谷剣五) / ?
성우 : ? / ?
포지션/번호 : DF(3)
고잉 타케시 (郷院猛) / ?
성우 : ? / ?
포지션/번호 : DF(4)
후에 네오재팬의 멤버로도 활동한다. 필살기는 진 무한의 벽(네오재팬,연계),더블 사이클론(네오재팬,연계),하베스트(네오재팬,연계)
지쿠와 료 (竺和了) / ?
성우 : ? / ?
포지션/번호 : DF(5)
메자 아이토 (目座相斗) / ?
성우 : ? / ?
포지션/번호 : MF(6)
히카라 요시테루 (日柄美照) / ?
성우 : ? / ?
포지션/번호 : MF(7)
타카나시 시노부 (小鳥遊忍) / ?
성우 : ? / ?
포지션/번호 : MF(8)
진 제국학원의 홍일점으로, 유일한 여자멤버이다.
히에 료스케 (比得呂介) / ?
성우 : ? / ?
포지션/번호 : FW(9)
카타쿠라 지온 (片倉慈音) / ?
성우 : ? / ?
포지션/번호 : GK(12)
소마 젠키 (相馬善鬼) / ?
성우 : ? / ?
포지션/번호 : FW(13)
쇼니 아카츠키 (少弐暁) / ?
성우 : ? / ?
포지션/번호 : DF(14)
벡키 코스케 (戸次弘佑) / ?
성우 : ? / ?
포지션/번호 : MF(15)
잇시키 마사시 (一色真砂士) / ?
성우 : ? / ?
포지션/번호 : MF(16)

## 만유지 중학교 (漫遊寺中学校) / 만유사중학교
코구레 유야 (木暮夕弥) / 석진오
성우 : 미야하라 나미 / 안영아 → 김정아
포지션/번호 : DF(6)
교토에 있는 만유지 중학교 출신으로, 1학년이며 쉽게 이야기하면 "악동"이다. 어릴 적 부모에게 버림받은 것이 계기가 되어 타인을 믿지 못하는 성격으로 변하고 누군가를 곯려줄 궁리만 한다. 그러나 오토나시 하루나가 적극 나서서 설득한 결과 점점 마음의 문을 열고, 초기에는 하루나 앞에서 꼼짝도 못하는 성격이 되어버린다. 그러나 점점 하루나가 무섭지 않거나 만만해진듯, 하루나가 꾸중을 해도 실실 웃으며 은근슬쩍 자리를 뜨거나 하루나가 자신을 잡으려 할 때 도망치기만 한다. 물론 오히려 하루나에게 된통 당하는 경우도 있으며, 주로 개구리를 가지고 장난치는지라 후유카가 그걸 이용해 코구레의 음료수병에 개구리 모형을 달기도 한다. 남들 몰래 이나즈마 캐러밴에 탑승해서 스스로 라이몬 일레븐의 멤버가 되고, 숨겨진 재능이 있어 보임을 알게 된다. 그러나 코구레 특유의 악동 특성은 사라지지 않는다. 2년이 지난 후에 많은 멤버들이 졸업할 때 만유지 중학교의 3학년생이 되어서 만유지의 주장이 된다. 필살기는 眞 선풍진.
카키타 타이쇼 (垣田大将) / 황대장
성우 : 콘노 쥰
포지션/번호 : GK(1)
만유사 중학교 2학년. 캡틴으로서 실력이 좋을 뿐 아니라 가르쳐주는 것도 알기 쉬워 모두의 존경을 받고 있다. 주황색 두건을 머리에 두르고 있다. 애니메이션에서는, 코구레를 위해 잡일 등을 시킨 것으로, 마음속으로는 그를 걱정하고 있었다. 게임에선 팀 전체를 통솔하는 모습을 보여주나, 애니에선 그런 모습이 나타나고 있지 않다. 필살기는 「화염방사」.
사토리 카이 (悟里開)
성우 : ? / ?
포지션/번호 : DF(2)
만유사 중학교 2학년. 대머리에 머리장식을 하고 있으며, 눈을 항상 감고있다. 미혹되지 않고 상대를 곧바로 블록한다.
호교쿠 히카루 (悟里開)
성우 : ? / ?
포지션/번호 : DF(3)
만유사 중학교 2학년. 대머리로 볼이 주황색으로 물들어있다. 원래 축구 실력은 좋은 편이 아니었으나, 어느 보옥을 주운 이후로 축구를 잘하게 되었다.
후쿠미 미오 (福見観邑)
성우 : ? / ?
포지션/번호 : DF(4)
만유사 중학교 2학년. 대머리에 큰 흉터가 나있으며,복귀가 특징이다. 그의 복귀에 손을 대면 좋은 일이 일어난다고 한다.
마카나이 쇼 (真仮名井承) / 기둥
성우 : 카세 야스유키 / ?
포지션/번호 : DF(5)
만유사 중학교 2학년. 팀 내 최장신으로, 흰 색 두건을 머리에 두르고 있다. 선수인데도 팀의 식사를 담당하고 있다.필살기는 「발구르기」.
타카유메 소이치 (高夢宗一)
성우 : ? / ?
포지션/번호 : MF(6)
만유사 중학교 2학년. 팀에서 제일 작다. 깊은 삿갓을 쓰고 있으며, 왼쪽 눈이 노랗게 빛나고 있다. 게임에서의 별칭은 코무소(虚無僧). 언제나 피리를 불며 돌아다니곤 하는 신비의 사나이.
마나비야 이츠킨 (学舎一筋)
성우 : 나카무라 유이치 / ?
포지션/번호 : MF(7)
만유사 중학교 2학년. 두꺼운 안경을 착용하고 있고 머리를 하나로 모아 묶었다. 교토 내의 모든 대학에서 공부하고 있는 초천재.
이치카와 타에몬 (市川太衛門)
성우 : 히키다 타카시 / ?
포지션/번호 : MF(8)
만유사 중학교 2학년. 가느다란 눈에 주황색 화장을 하고 있다. 아버지가 시대극의 유명한 배우여서, 본인도 가끔 출연하는 듯 하다.
텐진 아타로 (天神阿太郎) / 천신홍
성우 : 카지 유우키 / ?
포지션/번호 : FW(9)
만유사 중학교 2학년. 입을 벌린 형태의 붉은 가면을 쓰고 있으며, 머리를 위로 모아묶었다. 동생 우스케와의 콤비플레이가 특기로, 적진을 뚫고 들어가는 일이 잦다. 필살기는 「회오리 선풍」,「쿵푸어택」.
텐진 우스케 (天神吽助) / 천신우
성우 : 니시가키 유카 / ?
포지션/번호 : FW(11)
만유사 중학교 2학년. 입을 다문 형태의 파란 가면을 쓰고 있으며, 머리를 포니테일 형태로 모아묶었다. 형 아타로와의 콤비플레이가 특기로, 슛을 결정하는 일이 잦다. 필살기는 「쿵푸어택」(게임에선 자력기로 익히지 않는다.).
카게타 메구루 (影田巡) / 함도영
성우 : 후루시마 키요타카 / 정재헌
포지션/번호 : FW(10)
만유사 중학교 2학년. 녹색 머리를 땋고 있다. 교토를 지키는 비밀 군단의 자손으로, 이상한 체술을 사용한다. 애니메이션에서는 엡실론과의 대전을 거절해, 학교 내 건물이 부서져 결국 대전을 받아들이고 만다. 게임에서는 별 비중이 없다.

## 요카토 중학교 (陽花戸中学校) / 양화중학교
타치무카이 유우키 (立向居勇気) / 모용기
성우 : 타치바나 신노스케 / 하은진
포지션/번호 : MF(5)/GK(1) / GK(20)(이나즈마 재팬)
후쿠오카현의 요카토 중학교 1학년 출신으로, 본래 포지션은 미드필더(MF)이지만 엔도 마모루를 동경하여 골키퍼(GK)가 된다. 엔도가 갓핸드를 쓰는 장면만 봐서 갓핸드를 익혔을 정도로 큰 의욕과 포기하지 않는 특징을 갖고 있다. 제네시스 전이 끝난 후에 엔도가 카제마루 이치로타, 쿠리마츠 텟페이 등의 하차로 슬럼프를 겪을 때 포기하지 않고 마신더핸드를 완성하여 엔도를 슬럼프에서 빠져나오게 한 계기를 제공하기도 한다. 그리고 다이아몬드 더스트와의 대결 후, 키도 유우토와 키라 히토미코가 엔도에게 리베로를 맡길 시점에 라이몬 일레븐의 골키퍼가 된다.(이전까진 미드필더) 또한 더 카오스 전에서 G5까지 진화할 수 있는 궁극오의 무한더핸드(무한의 손)를 완성시킨다. 나중에 4기에서 이나즈마 재팬의 대표멤버로 발탁되며, 그곳에서도 미드필더나 골키퍼로 활약한다. 이후 영국전에서 코구레 유야가 엔도의 기술을 흉내낼 뿐이라는 말에 자극을 받아 특훈을 한 끝에(당시 카베야마, 쿠리마츠, 코구레, 쓰나미, 하루나의 도움이 있었다.) 아르헨티나 전에서 자신만의 골키퍼 기술인 마왕더핸드를 탄생시킨다. 그러나 다소 소심한 면이 있다. 2년이 지나 졸업하게 될 때, 타치무카이는 요카토 중학교 3학년이 되어서 그들의 새로운 주장이 된다. 필살기는 골키퍼 기술로만 엔도와 똑같이 眞 갓핸드, 眞 마신더핸드, 본인만의 필살기로 무한의손 G5, 마왕의손 G5.
치쿠시 쿠니미츠 (筑紫国光) / 서산
포지션/번호 : DF(2)
중성적인 외모. 라이몬 중학교와 연습경기를 할 때 우라베 리카가 멋진 남자라고도 칭하기도 했다.
오오호리 미치토시 (大濠満敬)
포지션/번호 : DF(3)
거무스름한 피부를 지니고 있다.
겐카이 나미토 (玄海波人)
포지션/번호 : DF(4)
중학생이지만 상고 머리에, 수염도 있다. 심한 태클을 건다.
이시야마 모리히토 (玄海波人) / 마돌산
포지션/번호 : DF(5)
검은 피부를 지니고 있다.
시카 카네아키 (志賀金印) / 금각인
포지션/번호 : MF(6)
붉은색 리젠트 머리를 하고 있고,상당히 키가 작다. 집 마당에는 옛날 물건들이 많다. 필살기는 2인3각,블록 서커스
미치하타 우타우 (道端詠) / 길송
포지션/번호 : MF(7)
선글라스를 끼고 있다. 주말에는 길거리에서 노래를 부르기도 한다. 필살기는 블록서커스
카사야마 소우 (笠山走) / 송민구
포지션/번호 : MF(8)
게임에서는 요카토 중학교가 아닌 적으로 등장한다.
마츠리다 왓쇼이 (祭利田我暑衣)
포지션/번호 : MF(8)
비만 체형. 애니메이션에서는 등장하지 않는다.
쿠로다 야리미치 (黒田槍道) / 나대로
포지션/번호 : MF(9)
파란색 두건을 쓰고 있다.
토다 유이치로 (戸田雄一郎) / 정무현
포지션/번호 : 주장/FW(10)
성우 : ? / 윤승희
머리에 갈색 스카프를 감고있다. 좋은 외모를 갖추고 있기 때문에 나름대로 인기있다. 곱창 전골이 매우 좋아해서, 매일 먹고있는 것 같다.
마츠바야시 유우 (松林躍) / 김진웅
포지션/번호 : FW(11)
작은 머리에 머리띠를 하고 있다. 필살기는 레인보우 루프,2인3각
요카토 중학교 교장
엔도 다이스케의 소꿉친구이기도 하다. 규슈 사투리로 말한다. 다이스케랑 어릴 때 멧돼지 사냥을 같이 할 정도였다.

## 오오미하라 중학교 (大海原中学校) / 해원중학교
쓰나미 죠스케 (綱海条介) / 박해일
포지션/번호 : DF(4)
성우 : 사카구치 슈헤이 / 송준석
오키나와현 출신으로, 말 그대로 바다에 살고 바다에 죽는 바다 사나이다. 사실상 3학년생이지만 엔도 일행하고는 말을 놓고 이야기하는 사이. 바다를 얕잡아보는 사람을 제일 싫어하며, 열정만큼은 그 누구에게도 뒤지지 않는다. 축구는 엔도를 비롯한 라이몬 일레븐을 만나기 전까지 전혀 몰랐으나, 강한 파워를 갖고 있다. 처음 라이몬 일레븐을 만났을 때 잠시 축구를 한 것에 흥미가 생겼는지 오키나와에 있는 오우미하라 중학교의 축구부로 들어간다. 이후 엔도에게 서핑을 가르쳐 줘서 엔도 다이스케의 우라노트에 적힌 궁극오의, 정의의철권을 만드는 중요한 요인을 준다. 바다 사나이답게 특훈도 서핑으로 한다. 고소공포증이 있어서인지 비행기 타는 것을 굉장히 싫어한다. 오키나와에서 살고 있기 때문에 텐마와는 어릴 때부터 알고 지내던 사이이며, 결승전을 앞두고 있을 무렵 텐마를 응원하기 위해 도쿄로 온다. 주요 필살기는 쓰나미 부스트 V3, 더 타이푼 V3 등.
오토무라 가쿠야(音村楽也) / 음박자
성우 : 야마데라 코이치 / 윤승희
포지션/번호 : MF(7)
오키나와 현 출신이며, 오우미하라 중학교의 축구부 중 가장 리듬을 잘 타는 멤버이다. 항상 헤드폰을 쓰고 타이밍을 보면서 음악 용어나 몇 비트 등의 말로 멤버들에게 지시하여 상대팀을 당황하게 만든다. 경기가 끝난 후, 키도 유우토에게도 리듬을 타서 하는 것에 대해 설명해 줘서 라이몬 일레븐이 더 카오스 전에서 7점이나 득점하게 만드는 계기를 만들어 준다.
슈리 이와오 (首里巌) / ?
성우 : ? / ?
포지션/번호 : GK(1)
필살기는 밥상 뒤엎기
타이라 모구루 (平良潜) / ?
성우 : ? / ?
포지션/번호 : DF(2)
필살기는 노 이스케이프(연계)
기보 카네카츠 (宜保兼勝) / ?
성우 : 시노미야 고우 / ?
포지션/번호 : DF(3)
필살기는 노 이스케이프(연계), 이글 버스터(연계)
아카미네 히로아키 (赤嶺宏昭) / ?
성우 : 콘노 쥰 / ?
포지션/번호 : DF(5)
필살기는 노 이스케이프(연계)
토구치 마사히로 (渡具知雅洋) / ?
성우 : ? / ?
포지션/번호 : MF(6)
컁 링카 (喜屋武梨花) / ?
성우 : ? / ?
포지션/번호 : MF(8)
코쟈 히데노리 (古謝秀範) / ?
성우 : 후루시마 키요타카 / ?
포지션/번호 : MF(9)
필살기는 이글 버스터(연계)
아가리에 야스오 (東江矢須雄) / ?
성우 : 타노 메구미 / ?
포지션/번호 : FW(10)
이케미야기 하루 (池宮城波留) / ?
성우 : ? / ?
포지션/번호 : FW(11)
필살기는 이글 버스터(연계)
아무로 미키오 (安室幹生) / ?
성우 : ? / ?
포지션/번호 : GK(12)
아야도마리 나가세 (親泊永星) / ?
성우 : ? / ?
포지션/번호 : DF(13)
즈케랑 레이토 (瑞氣覧礼人) / ?
성우 : ? / ?
포지션/번호 : MF(14)
치넨 나오키 (知念直輝) / ?
성우 : ? / ?
포지션/번호 : MF(15)
쟈하나 산고 (謝花サンゴ) / ?
성우 : ? / ?
포지션/번호 : FW(16)
오오미하라 감독
성우 : 이나다 테츠 / ?
오오미하라 중학교의 감독으로, 이름은 알 수 없다. 대단히 즐기는 것을 좋아해서 부원들과도 굉장히 친하지만, 이로 인해 오오미하라가 풋볼 프런티어에 참여하지 못하는 계기가 되기도 했다. 능력이 뛰어나서 뭐라 할 데가 없는 여자를 좋아하는 탓에 당시 라이몬의 감독이었던 히토미코에게도 관심이 있는 듯 했지만 그때마다 히토미코 감독은 자리를 비워서 늘 엇갈리기만 한다. 또한 이 감독은 나츠미가 딱 싫어하는 성격인지라 나츠미가 울컥해서 3번이나 경기장에서 나갈 생각까지 했었을 정도.

## SP 픽서즈 (SPフィクサーズ)
자이젠 토코 (財前塔子) / 옥탑주
성우 : 타카가키 아야히 / 안현서
포지션/번호 : MF(8)
일본 총리인 자이젠 소스케의 딸이다. 라이몬 일레븐이 총리가 납치된 현장으로 왔을 때 그들이 라이몬 일레븐인 건 알고 있었으나 실력 확인을 위해 일부러 우주인으로 몰아붙여서 시합을 하게 되고, 라이몬 일레븐에 합류한다. 엔도를 좋아하는 듯 하며, 굉장히 명랑한 성격의 소유자이며, 그 명랑함으로 인해 엔도에게 뽀뽀한 여자 캐릭터 중 하나이다. 107화에서는 리카와 같이 이나즈마 재팬의 서포터즈가 되어 응원하기 위해 라이오콧토 섬까지 온다. 주요 필살기는 더 타워 V3와 연계 필살기인 버터플라이 드림(리카와 연계), 眞 퍼펙트 타워(코구레, 쓰나미와 연계) 등.
테츠카베 켄 (鉄壁堅) / ?
성우 : 후루시마 키요타카 / ?
포지션/번호 : GK(1)
필살기는 세이프티 프로텍트
고요 타케시 (五洋武) / ?
성우 : ? / ?
포지션/번호 : DF(2)
필살기는 보디 실드
하야테 하야토 (疾風隼人) / ?
성우 : ? / ?
포지션/번호 : DF(3)
필살기는 보디 실드
사쿠라 타몬 (桜多聞) / ?
성우 : 시노미야 고우 / ?
포지션/번호 : DF(4)
필살기는 프로파일 존
스미스 에이지 (角巣英二) / ?
성우 : 이나다 테츠 / ?
포지션/번호 : DF(5)
필살기는 보디 실드. 자이젠 총리의 곁에 거의 항시 붙어 있는 인물로 묘사된다.
고쿠비 츠토무 (極火務) / ?
성우 : 콘노 쥰 / ?
포지션/번호 : DF(6)
필살기는 합기도(연계)
타테노 마이 (館野舞) / ?
성우 : 죠 마사코 / ?
포지션/번호 : MF(7)
필살기는 합기도(연계)
사키테 마사루 (先手勝) / ?
성우 : ? / ?
포지션/번호 : MF(8)
카가미 호코 (加賀美法子) / ?
성우 : ? / ?
포지션/번호 : FW(9)
필살기는 세큐리티 샷, 토카체프 봄버(연계)
키소쿠 쥰 (木曽久順) / ?
성우 : ? / ?
포지션/번호 : FW(11)
필살기는 세큐리티 샷, 토카체프 봄버(연계)
타마쿠라 게키 (弾倉撃) / ?
성우 : ? / ?
포지션/번호 : GK(12)
토쿠베 나리유키 (特部遂行) / ?
성우 : ? / ?
포지션/번호 : DF(13)
덴쥬 아츠무 (電受集) / ?
성우 : ? / ?
포지션/번호 : MF(14)
히카게 린다 (日影リンダ) / ?
성우 : ? / ?
포지션/번호 : FW(15)
미노베 타모츠 (身辺保) / ?
성우 : ? / ?
포지션/번호 : DF(16)
자이젠 소스케 (財前宗助) / 옥창연
성우 : 나카무라 유이치 / 김장 → 곽윤상
일본의 총리대신으로, 동시에 토코의 아버지. 통칭은 자이젠 총리로 불린다. 축구를 좋아하기에 에일리아 학원의 간부들에게 납치당하는 원인이 되기도 한다. 후에 풀려나게 되며, 그때 에일리아 측으로부터 하이솔져 계획을 진행하라는 말까지 받았지만 그것을 거부한다. 4기에서는 아시아 예선 때 인사를 하여 응접을 하였으며, 게임판인 이나즈마일레븐3:세계로의도전!에서는 가르실드의 악행을 폭로하여, 전 세계의 많은 대통령들을 모아 회의를 벌여 그를 체포한다.

## 오사카 걸즈 CCC / 인천 걸즈 CCC
우라베 리카 (浦部リカ) / 황장미
성우 : 타키모토 후지코 / 안영아 → 김정아
포지션/번호 : FW(10)
오사카 출신으로, 여성 멤버로만 이루어진 오사카 걸즈의 리더이며, 엄마는 오코노미야키(お好み焼き) 가게를 차리고 있다. 라이몬 일레븐이 오사카에 있는 에일리아 학원의 폐기된 훈련장을 찾으러 왔을 때, 홀로 떨어져서 훈련장을 찾던 이치노세에게 반해버렸다. 그리고 이치노세를 늘상 달링이라 부르며 이치노세와 같이 오사카에서 살고 싶어했으나, 이치노세를 둔 축구시합에서 라이몬 일레븐에게 4:1 패배를 당한다. 그러나 이치노세와 떨어지기 싫어서 스스로 라이몬 일레븐의 멤버가 됐다. 이후 다이아몬드 더스트 전까지 계속 필드에서 공격수로 활약하다가, 다이아몬드 더스트 전에서 부상과 동시에 아후로디의 합류로 한동안 벤치에 앉아 있었다. 계속 뛰는 모습이 목격되긴 했으나, 사실상 크게 활약한 바는 없다. 4기 때는 토코와 같이 이나즈마 재팬 멤버들을 응원하러 도쿄까지 올라왔으며, 이나즈마 재팬이 아시아 예선전을 끝낼 때까지 토코의 집에서 머물렀다. 이치노세가 미국의 유니콘으로 간 후 남들의 연애에 괜히 참견하고 싶어지는 것 같은지 걱정하는 눈으로 엔도를 바라보는 후유카의 진짜 의도와는 상관없이 두 사람을 이어보려 했으나 후유카가 자신에게 속았다는 것을 알고는 뒤로 내뺀다. 6기에서는 라이어콧트 섬에 왔다가 노인들이 건넨 팔찌 중 천공의 열쇠의 마력에 홀려 그 팔찌를 착용하여, 천공의 사도의 세인에게 납치당하지만, 헤븐즈 가든으로 온 엔도 일행에 의해 구출된다. 입이 너무 가벼워서 번번이 사고치기도 한다. 단독 필살기는 로즈 스플래쉬, 통천각 슛, 연계 필살기는 버터플라이 드림.
도스 코이 (土洲恋) / ?
성우 : 모리야 사토미 / ?
포지션/번호 : GK(1)
필살기는 꽃보라.
토라하마 코코 (虎浜甲子) / ?
성우 : ? / ?
포지션/번호 : DF(2)
애니에서는 메가네가 마음에 든 듯 계속 쫄래쫄래 붙어다닌다.
호리 미치코 (堀道子) / ?
성우 : 시미즈 사키(Berryz코보) / ?
포지션/번호 : DF(3)
우메다 하루미 (梅田陽海) / ?
성우 : 타노 메구미 / ?
포지션/번호 : DF(4)
쿠시다 카츠요 (串田香津世) / ?
성우 : 히노 미호 / ?
포지션/번호 : DF(5)
요로즈 히로미 (万博美) / ?
성우 : ? / ?
포지션/번호 : MF(6)
타코야 노리코 (蛸谷紀子) / ?
성우 : 코바야시 사나에 / ?
포지션/번호 : MF(7)
나미카와 하나코 (浪川花子) / ?
성우 : 모리야 사토미 / ?
포지션/번호 : MF(8)
텐노지 마리 (天王寺万里) / 천지
성우 : 니시가키 유카 / ?
포지션/번호 : MF(9)
미도 레이카 (御堂玲華) / 민태은
성우 : 스도우 마아사(Berryz코보) / 배주영
포지션/번호 : FW(11)
카제마루에게 관심이 있는 듯 윙크를 해서까지 유혹하기도 한다. 필살기는 프리마돈나, 버터플라이 드림(연계)
네기리 토모에 (根切ともえ) / ?
성우 : ? / ?
포지션/번호 : GK(12)
츠텐 히카리 (通天光里) / ?
성우 : ? / ?
포지션/번호 : DF(13)
센바 긴코 (船場銀子) / ?
성우 : ? / ?
포지션/번호 : MF(14)
키시와다 마츠리 (岸和田祭) / ?
성우 : ? / ?
포지션/번호 : MF(15)
난바 하나에 (難波花枝) / ?
성우 : ? / ?
포지션/번호 : GK(16)
리카의 엄마
성우 : 츠다 쇼코 / 배주영
우라베 리카의 엄마인 동시에 오사카 걸즈의 감독. 풀네임은 알려진 바가 없으며, 오코노미야키 집을 하고 있다. 리카가 어릴 적부터 남편 없이 둘이서만 살고 있으며, 간혹 딸인 리카의 행동이 맘에 안 들 때가 있어 그때마다 티격태격한다.

## FFI 아시아 지역 예선 / 세계

### 일본 대표팀 '이나즈마 재팬' / 한국 대표팀 '썬더 코리아'
우츠노미야 토라마루 (宇都宮虎丸) / 팽호식
성우 : 쿠기미야 리에 / 안현서
포지션/번호 : FW(11)
히비키 세이고우의 연락을 받고 이나즈마 재팬의 대표팀에 발탁된다. 축구 실력은 굉장히 뛰어나지만, 슛을 쏘려 할 때마다 과거에 동료들에 대한 안 좋은 생각이 자꾸 떠올라서 꼭 골대 앞에서 다른 사람에게 패스하는 버릇이 있다. 카타르 전에서까지 계속 그런 플레이를 하자 화가 난 고엔지 슈야의 호통과 모든 멤버들의 격려를 받고 다시 적극적으로 변한다. 평소 쿠도 미치야의 허락을 받고 먼저 귀가해서 어머니의 가게 일을 돕는 효자이기도 하다. 또한 축구면에서는 쉽게 넘어지지 않는 안정되어 있으면서 타고난 보디 밸런스 덕분에 큰 역할을 한다. 이나즈마 재팬 중 최연소자 멤버. 후에 라이몬 중학교에 입학하여 라이몬 일레븐의 새로운 스트라이커로 등장하며, 언젠가는 고엔지를 뛰어넘겠다는 강한 의지까지 보인다. 주요 필살기는 타이거 드라이브 V3, 타이거 스톰 V3(고엔지와 연계) 眞 글라디우스 아치, 眞 RC 슛, 제트 스트림 G5(엔도, 고엔지와 연계) 등.
토비타카 세이야 (飛鷹征矢) / 고수리
성우 : 미네 노부야 / 정재헌
포지션/번호 : DF(7)
깡패짓을 일삼다가 발에 엄청난 잠재능력이 있음이 히비키 세이고우의 주목을 받아 이나즈마 재팬 대표멤버로 발탁된다. 그러나 축구실력은 축구의 '축' 자도 모르는 초보. 히비키에게 연락을 받고 대표멤버가 됐을 때 축구에 모든 것을 바칠 것이라 스스로 맹세하고, 나중에 자신의 패거리들이 자신을 찾아왔을 때도 냉정히 돌려보냈다. 대표멤버들끼리 연습을 끝낸 후에는 히비키를 따라가서 특훈을 하기도 한다. 그러나 실력은 좀처럼 늘지 않았고, 계속 자신의 생각대로 잘 되지 않아서 좋지 않은 기분으로 계속했다. 한국전 후반전까지 계속 그런 플레이를 보이자, 엔도 마모루가 "최선을 다했는데 실패한 것보다, 실패를 두려워하고 최선을 다하지 않는 지금의 네가 훨씬 꼴사납다.", "실패해도 좋으니 너의 모든 것을 보여줘라."라는 말에 눈을 뜬다. 주요 포지션은 수비수(DF)고, 빗을 꺼내서 머리를 빗는 버릇을 갖고 있다. 이후 아르헨티나 전에서 타치무카이 유우키가 미완성된 마왕더핸드가 또 실패할까 두려워하던 때 자신이 엔도에게 들었던 충고를 똑같이 타치무카이에게 해 줘서 타치무카이가 마왕더핸드를 완성하게 도와준다. 필살기는 진공마 V3.
히지카타 라이덴(土方雷電) / 황우레
성우 : 사쿠라즈카 얏쿤(사이토 야스오) / 김장→엄상현
포지션/번호 : DF(12)
오키나와현 출신으로, 5명의 동생을 데리고 산다. 오래전에 부모를 여의어서 자신이 동생들을 돌보고 있으며, 동생들의 우는 소리가 들리면 동생들이 있는 곳으로 바로 뛰어갈 정도로 동생들을 끔찍이 사랑한다. 라이몬 일레븐이 불꽃의 스트라이커(고엔지 슈야를 가리킴)를 찾아 오키나와로 왔을 때 라이몬과 처음 만나게 됐으며, 그들과 같이 에일리아 학원에 맞서 싸우고 싶었으나 동생들을 두고 떠날 수가 없어서 미안함을 표한다. 오래전, 에일리아 학원의 감시자들에게 에일리아 학원의 멤버가 되지 않으면 여동생(고엔지 유카를 가리킴)을 죽이겠다고 협박당한 고엔지를 숨겨주고 있었다. 그리고 고엔지가 크게 파워 업 하도록 도와주며, 다시 라이몬 일레븐에 합류할 때 고엔지를 눈물로 배웅해준다. 3기에서는 히비키 세이고우의 연락을 받자, 동생들을 이웃 아주머니에게 맡기고 도쿄까지 올라와서 이나즈마 재팬의 대표멤버가 된다. 주요 포지션은 수비수(DF)이며, 필살기는 슈퍼 시코후미 V3(四股踏み. 스모에서, 경기 시작 전에 스모 선수들이 하는 발구르기 동작), 블레이드 어택, 眞 썬더 비스트(후부키 시로와 연계).
쿠도 미치야 (久遠道也) / 손도진
성우 : 토치 히로키 / 엄상현
이나즈마 재팬의 새로운 감독으로, 양녀인 쿠도 후유카도 웃은 얼굴을 본 적이 생각이 안 날 정도로 굉장히 무뚝뚝하다. 그러나 히비키 세이고우, 키라 히토미코와는 달리 상대를 완벽히 공략할 수 있는 특훈을 시킬 만큼 상대팀을 간파하고 있을 정도다. 오래전에 사쿠라 중학교 축구팀의 감독이었으나, 풋볼 프런티어의 제국학원과의 시합을 앞두고 사쿠라 일레븐이 제국학원 멤버에게 폭력을 휘두르자(이 역시 카게야마 레이지가 꾸민 짓으로 추정된다.) 그 책임을 자신이 지고 감독 자리에서 물러난 후 몇 년 후에 한 초등학교의 교사가 된다. 그러다 그 반에 있던 후유카(당시 후유카 1~2학년)가 교통사고로 부모를 잃고 슬픔에만 잠겨서 죽기 직전까지 갔을 때 의사의 권유인 '최면요법'을 통해 후유카의 아버지 노릇을 하게 된다. 그러나 라이어콧트 섬에서 후유카의 최면요법이 점점 약해지는 것과 그 이유가 후유카가 엔도 마모루와의 재회임을 알고, 후유카가 행복했던 때에 엔도가 곁에 있었다는 것도 알아서 엔도라면 후유카의 기억을 되살릴수도 있다는 생각을 갖는다. 평소에 앉아서 책을 읽는 특징이 있다.
쿠도 후유카 (久遠冬花) / 손겨울
성우 : 토마츠 하루카 / 윤승희
엔도 마모루와 소꿉친구 관계이다. 게임상에서 다른 아이들에게 따돌림을 받을 때 엔도가 따뜻하게 다가오며 어울린 이유 때문에 후유카에게 있어서 엔도는 매우 특별한 존재라 볼 수 있다. 그러나 1학년 때 교통사고로 부모를 잃고 그 충격을 헤어나오지 못해 죽기 직전까지 갔었다. 결국 의사가 최후의 수단으로 선택한 '최면요법'으로 과거의 기억은 변하고 원래 담임교사였던 쿠도를 아빠로 알게 되어 쿠도의 양녀로 7년간 살아온다. 그리고 쿠도 감독이 이나즈마 재팬의 감독이 될 때 매니저가 되었다. 이후 라이어콧트 섬에서의 아르헨티나 전에서 사기가 떨어진 멤버들의 사기를 다시 올려주기도 했다. 그러나 엔도와의 재회, 밤마다 꾸지만 기억은 안 나는 악몽, 차에 치일 뻔한 사건 등 여러 가지 일 때문에 과거의 기억이 점차 되살아나려고 한다. 이후 엔도를 보면서 점점 기억이 되살아나다가 다시 쓰러지게 되는데 이 때 쿠도는 도쿄에서 의사를 불러 다시 최면요법을 쓰게 하려 했으나 엔도의 외침이 닿아서인지 다시 깨어나서 더 이상 기억을 다시 잃고 싶지 않다 하며, 괴로운 기억이 되살아나는 것도 두려워하지 않자 기억이 완전히 되살아난다. 그리고 그 되살아난 기억을 통해 엔도 다이스케의 마지막 노트를 찾는 데 큰 도움을 준다. 수줍음을 많이 타는 성격이라 시선이 집중되기만 해도 얼굴을 붉힌다. FFI가 끝난 후 라이몬 중학교로 전학와서 그곳에서도 라이몬 일레븐의 매니저로 활동한다. 졸업 앨범에는 치어리더로 활동하는 모습이 찍히기도 했다. 게임에서는 코트아르 전을 앞두고 엔도를 위한 응원을 준비하고 있었으며, 엔도에게 펜던트를 주고 평소처럼 축구를 즐기고 오라고 한 후에 수줍은 뽀뽀를 하기에 이른다. 통칭은 보통 「후유카」이지만, 엔도에게서는 어릴 적부터 「후윳뻬」라 불려 왔다.
게임에서는 선수로 뽑을 수 있기도 한다. 속성은 林. 포지션은 DF이며, 필살기는 「이나즈마 1호」
쿠도 후유카의 본명은 오노 후유카(小野冬花)이다. 또한 스포일러이지만, 이나즈마 일레븐 GO 다크 버전 한정으로 엔도 후유카(円堂冬花)이다.
(한글이름은 한겨울이다)
이나즈마 재팬의 필살 택틱스 및 전략 기술
- 바나나 슛 : 코너킥 순간에 그 자리에서 바나나처럼 나선형을 그려 다이렉트로 슈팅하는 방법. 애니에서는 카제마루가 사용.
- 더 튜브 : 코너킥 순간에 그 자리에서 파도를 타는 것처럼 날아가는 다이렉트형 커브 슛이다. 애니에서는 쓰나미가 사용.
- 루트 오브 스카이 : 필살 택틱스. 공을 공중에 띄우기를 유지한 채 서로에게 패스하여 골 앞까지 연결한다. 이 필살 택틱스로 파이어 드래곤의 필살 택틱스 「퍼펙트 존 프레스」를 뚫었다.
- 듀얼 타이푼 : 필살 택틱스. 두 선수를 중심으로 하여 두 페어로 갈라져서 서로에게 패스를 주거니 받거니 하여 상대방의 수비를 돌파하는 필살 택틱스. 애니에서는 키도와 후도가 사령탑이 되어 지휘한다.
- 댄싱 볼 이스케이프 : 필살 택틱스. 드리블하는 1명의 선수가 4명의 선수에게 둘러싸였을 때 아군 선수들이 상대팀 선수 4명의 주위를 빙빙 돌면서 서로에게 패스하여 수비를 뚫는 전술이다. 애니에서는 등장하지 않음.

### 한국 대표팀 '파이어 드래곤'(Fire Dragon) / 북한 대표팀
아후로 테루미(亜風炉照美) (아후로디, アフロディ) / 아프로디
아후로 테루미 문서를 참조
스즈노 후스케 (가젤, ガゼル) (涼野風介) / 최풍현(승준호)
스즈노 후스케 문서를 참조
나구모 하루야 (번, バーン) (南雲晴矢) / 남승운
나구모 하루야 문서를 참조
최찬수 / 최창수
성우 : 나라 토오루 / 곽윤상
한국 대표 팀 파이어 드래곤의 주장으로, 포지션은 미드필더(MF)이다. 한국 팀 내의 전략가이며, 선수가 플레이하는 장면을 봐서 데이터를 수집한 듯, 후반전에서 처음 뛰기 시작한 후도에 대한 데이터만은 없다. 필살기는 나락 떨구기(改~眞)이며, 필살 택틱스인 '퍼펙트 존 프레스'를 지휘한다. 팬들은 최찬수를 소녀시대의 광팬으로 표현하기도 한다.
황음양
성우 : ? / ?
포지션/번호 : MF(02) 게임에서는 DF
대 재벌의 후계자로서 줄곧 엘리트 교육을 받아왔다.
호진안 / 허진안
성우 : ? / ?
포지션/번호 : GK(12)
남부 출신으로 추위에 약해서 서울 생활이 꽤 힘든 듯. 게임에서는 전반전만 출전.
조종수
성우 : 사쿠라즈카 얏쿤(사이토 야스오) / ?
포지션/번호 : GK(01)
한국 대표 팀 파이어 드래곤의 골키퍼(GK)다. 필살기는 대폭발 하리테(張り手. 스모에서 손바닥으로 상대방을 치는 동작. 단, 양손으로 동시에 칠 순 없다.)(改~眞) 한국 축구의 레벨업을 위해 세계에서 활약하고 싶다고 생각하고 있다.
홍두윤
성우 : ? / ?
포지션/번호 : DF(03)
사실 매운 것을 잘 못 먹어서 식사 때마다 고생하고 있다고 한다.
조명호
성우 : ? / ?
포지션/번호 : DF(04)
태권도의 명수. 그 맹렬한 킥력을 살려서 축구를 하고 있다.
고성환
성우 : ? / ?
포지션/번호 : DF(05)
축구도 좋아하지만 야구도 좋아해, 어느 쪽의 프로를 노릴지 고민하고 있다.
박백영
성우 : ? / ?
포지션/번호 : MF(06) 게임에서는 7번
수험 공부를 하는 것은 싫고 축구를 잘하기에 이것으로 진학하려 하고 있다.
김운용
성우 : ? / ?
포지션/번호 : MF(08)
중학교 프로게이머로 대회에서의 메달은 헤아릴 수 없을 정도.
설형대
성우 : ? / ?
포지션/번호 : DF(13)
자신이 만든 영화로 아카데미 상을 노리고 있다.
이정윤
성우 : ? / ?
포지션/번호 : MF(14)
연장자를 항상 존중하며 어른들에게서 항상 좋은 인상을 가지고 있다.
노성준
성우 : ? / ?
포지션/번호 : FW(15)
한류 스타로서 세계로 날개짓을 할 예정이나, 어디까지나 예정이다.
차종원
성우 : ? / ?
포지션/번호 : MF(16)
자신이 생각한 가전 제품을 전 세계에 판매하는 것이 꿈.
파이어 드래곤의 필살 택틱스
- 퍼펙트 존 프레스 : 미드필더들이 안쪽의 선수를, 디펜스들이 바깥쪽의 선수 주위를 빠르게 맴돌아서 서서히 그 링을 조여온다. 그러면 심리적 압박을 느끼는 선수들이 그 링을 돌파하려 할 때 서로를 다치게 하거나 그 틈에 볼을 뺏는다. 그러나 이나즈마 재팬의 루트 오브 스카이에 깨지고 만다. 바로 이 필살 택틱스의 약점은 "공중이 무방비 상태가 된다."

### 영국 대표팀 '나이츠 오브 퀸'(Knights of Queen)
에드거 발티너스
성우 : 스기타 토모카즈 / 엄상현
포지션/번호 : FW(10)
영국 대표 팀, 나이츠 오브 퀸의 주장이다. 신사의 나라라는 이미지답게 웬만한 사람들한텐 싹싹하고 친절하지만, 상식 이하라고 생각되는 사람들은 비웃는 특성이 있다. 대표의 긍지와 기사의 명예를 걸고서 나이츠 오브 퀸을 세계 축구의 중심에 세우고 싶어한다. 필살기는 엑스칼리버(改~眞), 팔라딘 스트라이크(改~眞)가 있고, 필살 택틱스인 '앱솔루트 나이트', '무적의 창'을 지휘한다.
※엑스칼리버는 거리가 멀면 멀수록 더 높은 파워를 자랑한다.
프레디 맥인
성우 : 시노미야 고우 / ?
포지션/번호 : GK(1)
필살기는 갈라틴
조니 가스코인
성우 : ? / ?
포지션/번호 : DF(2)
데이비드 버킹검
성우 : ? / ?
포지션/번호 : DF(3)
랜스 로톤
성우 : 나라 토오루 / ?
포지션/번호 : DF(4)
필살기는 스톤 프리즌
에지 리퍼
성우 : ? / ?
포지션/번호 : DF(5)
피터 콜
성우 : ? / ?
포지션/번호 : MF(6)
게일리 링크스
성우 : 카지 유우키 / ?
포지션/번호 : MF(7)
폴 앱루톤
성우 : 히노 미호 / ?
포지션/번호 : MF(8)
에릭 퍼플톤
성우 : 니시가키 유카 / ?
포지션/번호 : MF(9)
필살기는 울트라 문
필립 오웬
성우 : ? / ?
포지션/번호 : FW(11)
갤레스 발렛
성우 : ? / ?
포지션/번호 : GK(12)
마틴 스콜
성우 : ? / ?
포지션/번호 : DF(13)
닉 우드게트
성우 : ? / ?
포지션/번호 : FW(14)
마이키 리처드
성우 : ? / ?
포지션/번호 : MF(15)
비트 스매시
성우 : ? / ?
포지션/번호 : MF(16)
아론 아담스 - 감독
성우 : 나라 토오루 / ?
나이츠 오브 퀸의 필살 택틱스
- 앱솔루트 나이트 : 상대팀의 드리블을 돌파하는 루트대로 방어하여 한순간에 볼을 뺏는 전술. 이 전술은 후에 키도, 카제마루, 쿠리마츠에 의해 뚫린다.
- 무적의 창 : 에드거 주위로 3명의 선수들이 같이 달려서 거대한 하나의 창이 되어 골대까지 돌진한다. 시전 중에는 무적이지만 에드거가 무적의 창을 풀고 팔라딘 스트라이크를 쓰려 하는 순간에 움직임을 봉쇄하면 무방비 상태가 된다.

### 이탈리아 대표팀 '오르페우스'(Orupeus)
히데토시 나카타
포지션/번호 : MF(7)
이탈리아 대표팀 오르페우스의 주장이다. 아시아 대표 결정전에서 이나즈마 제팬의 경기를 보면서 이나즈마 제팬의 실력을 분석하였다. 자신한테만 너무 의지하는 팀원들의 성장을 위해 일부러 팀에서 잠시 떠났다. 자신이 일본에 있는 동안 주장 자리를 피디오에게 맡겼다. FFI가 시작된 후, 예선리그에 처음으로 모습을 드러냈다. 피디오와 마찬가지로 Mr.k라는 이름으로 감독이 된 카게야마 레이지를 옹호한다. 카게야마의 악행들에 관한 얘기를 듣고 그의 아버지인 카게야마 토고에 관련된 정보를 모아 피디오에게 보냈다. 예선리그 후 주장 자리는 완전히 피디오에게 넘겨주었다. 코트아르 전에서 완패한 피디오에게 위로도 해 줄 정도로 관대한 성격을 지녔다. 주요 필살기는 브레이브 슛.
피디오 아르데나
포지션/번호 : FW(10)
오르페우스의 부주장이다. 히데토시가 일본에 있는 동안 대신 주장이 되었다(후에는 본인이 주장이 됨.). 다이스케의 트럭에 들어간 공을 찾다가 연습용으로 사용할 타이어를 찾던 엔도와 만나 우정을 쌓게 된다. Mr.k가 된 카게야마를 옹호했고 그를 최고의 감독으로 여겼다. 카게야마의 소행으로 팀의 동료들이 부상당하고 팀K가 도전하였을 때, 카게야마를 추적하고 있던 엔도와 키도, 후도, 사쿠마를 부상당한 팀원들 대신 끼워주며 같이 싸운다. 카게야마의 악행에도 불구하고, 끝까지 그를 옹호하는 모습을 보여서 예선리그에서 이나즈마 제팬과 경기할 때 모든 동료들로부터 불신을 산다. 히데토시가 보내준 카게야마의 아버지 토고의 경기 기록을 보며 카게야마가 고안한 택틱스인 카테나치오 카운터를 완성시킨다. 그리고 키도와 마찬가지로 카게야마의 마음속 어둠을 떨쳐낸다. 리카와 하루나가 마계군단으로 납치되었을 때, 엔도 일행과 합류하여 구해주러 간다. 예선리그에서 무승부했기 때문에 결승에서 다시 만나기로 엔도와 약속했으나, 코트아르 대표 리틀 기간트에 8:0으로 완패하여 그렇게 하지 못했다. 결승을 앞둔 이나즈마 제팬과 연습시합을 하여 이나즈마 제팬이 리틀 기간트를 이길 정도로 강하게 만든다. 주요 필살기는 오딘 소드.
지지 브라지
포지션/번호 : GK(1)
오르페우스 팀의 골키퍼. 예선리그 전을 앞두고 카게야마의 소행으로 부상당하였다. 그리고 팀K가 이탈리아 대표 교체 시합을 신청해왔을 때 엔도가 대신 골키퍼를 해주겠다고 할 때 적이라 하며 거부했지만 엔도가 적이 아닌 라이벌이자 동료로서 싸우는 것이라고 말하는 것에 마음을 열고 받아들인다. 팀K를 이긴 뒤, 피디오를 제외한 다른 팀원들과 함께 카게야마에 대한 불신이 쌓이나, 나중에는 피디오를 통해 카게야마의 마음을 깨닫고 불신을 없앤다. 결승 토너먼트에서 단 한번의 필살기 없이 평범한 슛으로 득점한 리틀 기간트의 드라고에 경악하기도 했다. 결승에 올라가지 못한 분함을 엔도 일행들에게 연습시합을 통해 리틀 기간트의 강함을 알려줌으로써 푼다. 주요 필살기는 콜로세오 가드.
오르페우스의 필살 택틱스
- 카테나치오 카운터 : 선수들이 상대편 선수들을 마크한 상태에서 상대팀 선수 한 명 앞에 원을 형성해 공을 빼앗고 슛으로 연계하는 전술.

### 미국 대표팀 '유니콘'(Unicorn)
마크 크루거
성우 : 나카무라 유이치 / 곽윤상
포지션/번호 : MF(9)
미국 대표 팀인 유니콘의 주장으로, 포지션은 미드필더(MF)이다. 딜런 키스와 자주 같이 다닌다. 이치노세 카즈야가 그들에게 엔도 마모루에 대해 호평을 하자 어떤 녀석인지 궁금해져서 직접 찾아오기도 했다. 유니콘 팀에서 큰 역할을 맡고 있다. 필살기는 유니콘 부스트(딜런과 연계)(改~眞), 그란 펜릴(이치노세, 딜런과 연계)(G1~5), 디 이카루스(도몬 아스카와 연계)(V1~3)가 있고, 이치노세, 딜런, 미켈레와 같이 필살 택틱스 '롤링 썬더'를 지휘한다.
딜런 키스
성우 : 스즈키 치히로 / ?
포지션/번호 : FW(10)
미국 대표 팀인 유니콘의 주장인 마크 크루거와 잘 붙어다니며, 말할 때마다 영어가 자주 나온다.(애니의 에피소드 상 외국 캐릭터들도 모두 목소리 처리한 나라의 말을 따르기 때문) 낙천적이며 활기찬 성격으로, 팀 내에서도 중요한 공격 역할을 한다. 필살기는 유니콘 부스트(마크와 연계)(改~眞), 그란 펜릴(이치노세 카즈야, 마크와 연계)(G1~5)이며, 이치노세, 마크, 미켈레와 같이 필살 택틱스 '롤링 썬더'에 참여한다.
이치노세 카즈야(一之瀬一哉) / 마지원
성우 : 카지 유우키 / 정재헌
포지션/번호 : MF(7) → 천둥일때는 16번
키노 아키, 도몬 아스카, 니시가키 마모루와 소꿉친구였으며, 강아지를 구하려다 사고를 당해 잘못하면 축구를 못하게 될 수도 있다는 말에 좌절하여 일부러 아키와 도몬, 니시가키에겐 죽었다고 전해달라고 아버지에게 부탁하기도 했다. 그러나 축구를 포기하지 못해 재활 훈련으로 완치되었으며, 다시 미국에서 활동을 하다가 아키와 도몬과 재회하고 싶어 라이몬 중학교에 오고, 엔도 마모루의 축구에 큰 호감을 느끼고 좀 더 라이몬과 같이 있기로 한다. 필드의 마술사라 불리며, 키도 유우토와 호각으로 다툴 정도로 지능적인 플레이를 자랑한다. 4기에서는 도몬과 같이 미국 대표팀인 유니콘으로 가서 활동한다. 미국의 프로 유스에서도 초청을 받긴 했지만, 3년 전의 사고로 인한 병이 재발하려고 해서 초청이 취소됐고, 병이 악화되면서도 엔도를 비롯한 이나즈마 재팬과 싸우기 위해 도몬 이외의 같은 팀 멤버들에게도 이 사실을 숨긴다. 이후 엔도에겐 그라운드에서 다시 만나자는 약속으로, 아키에게는 프로 유스 팀에 선발되면 첫 경기 때 반드시 초대하겠단 약속을 하고 입원수술을 하기로 결심한다. 졸업식이 끝난 후 도몬과 같이 라이몬 중학교에 다시 등장하였다. 주요 필살기는 眞 스피닝 슛, 眞 스파이럴 샷, 眞 플레임 댄스, 眞 페가수스 샷 등.
도몬 아스카(土門飛鳥) / 손제빈
성우 : 콘노 쥰 / 임채헌
포지션/번호 : DF(5) - 천둥일때는 13번
키노 아키, 이치노세 카즈야, 니시가키 마모루와 어릴 적부터 소꿉친구였으며, 라이몬 중학교가 풋볼 프런티어 지역예선에 진출한 시기에 라이몬으로 전학 왔다. 수비수(DF)이며 라이몬에 열심히 가담하는 듯 했으나, 그는 사실 제국학원에서 보낸 스파이였다. 따라서 라이몬에서 활동하면서 주요 정보를 얻으면 키도 유우토에게 주로 보고했으며, 하교 중에도 키도의 전화가 오면 핑계를 대서 먼저 떨어지기도 했다. 그러나 이후 지역예선 결승을 앞두고 자꾸만 독해지는 제국의 요구를 받던 도중 아키에게 "그렇게 멍하니 있으면 이치노세한테 혼난다."는 말과 후유카이(당시 라이몬 감독이었으며, 역시 카게야마 레이지가 보낸 스파이다.)의 행위를 보고 마음의 가책을 견디지 못해 라이몬 나츠미에게 편지로 은밀히 후유카이의 만행을 전달, 그를 라이몬에서 손을 떼게 했으나 자신 역시 스파이라는 점이 밝혀진다. 그리고 자신이 속인 라이몬 일레븐에게 미안함을 느끼지만, 엔도가 용서해주자 진심으로 라이몬에서 활동한다. 이후 에일리아 사건이 끝날 때까지 계속 라이몬 일레븐으로 있게 되며, 4기에서는 미국 대표팀인 유니콘의 대표 선수로 이치노세와 같이 가게 된다. 유니콘에서는 이치노세의 증상을 알고 있는 유일한 인물이다. 유니콘이 결승 진출을 하지 못하자, 자신 역시 투병중인 이치노세의 곁에 있어주기 위해 이나즈마 재팬을 대표해서 작별을 고하러 온 엔도와 아키에게 작별 인사를 하고 미국으로 간다. 졸업식이 끝난 후 이치노세와 같이 라이몬 중학교에 다시 등장하였다. 주요 필살기는 眞 킬러 슬라이드, 볼케이노 컷 V3.

### 브라질 대표팀 '더 킹덤'(The Kingdom)
맥 로니죠
포지션/번호 : FW(10)
더 킹덤의 주장이다. 프랑스 대표팀 로즈 그리폰을 상대로 무실점으로 이길 정도로 대단한 실력을 지녔다. 결승 토너먼트에서 이나즈마 재팬과의 시합을 앞두고 가르실드로부터 완벽하게 이기지 않으면 팀원들 모두의 가족들의 일자리와 가족들을 없애겠다고 협박당해서 엔도를 찾아와 져달라고 부탁했다. 사정을 안 엔도 일행들이 가르실드에 대한 정보를 빼내어 경찰에게 잡히도록 하여 안심하게 되지만 경찰들을 매수하여 빠져나온 가르실드로부터 강화 인간 프로그램을 입력당해 힘을 제대로 통제하지 못해 본 시합에서 제대로 실력을 발휘하지 못하고 갈팡질팡하였다. 그러나 곧 시합 도중에 오니가와라 형사가 나타나 자신에게 입력된 강화 인간 프로그램에 관한 진실을 밝혀 가르실드를 체포하여 자유롭게 해 준다. 필살기는 스트라이크 삼바 V3.
라가르토 카를로스
포지션/번호 : DF
필살기는 롤링 슬라이드
가토
포지션/번호 : FW
필살기는 수퍼 엘라시코
파르카오 다우시바
포지션/번호 : GK
필살기는 카포에라 스내치 V3
더 킹덤의 필살 택틱스
- 아마존 리버웨이브 : 미드필더와 수비수들로 이루어진 7명의 선수가 나란히 서 있다가 왼쪽부터 1, 3, 5, 7번이 앞으로 가면 2, 4, 6이 뒤로간다. 이 행동을 반복하며 가운데에 있는 선수가 드리블을 유지하고 상대편 진영을 무너뜨린 후 단숨에 돌파하여 공격수에게 패스한다.

### 코트아르 대표팀 '리틀 기간트'(Little Gigant)
로코코 울파
성우 : 카이다 유키 / ?
리틀 기간트 팀의 주장으로, 포지션은 골키퍼(GK)지만, 게임에선 후반전에 포워드(FW)로 등장하기도 한다. 빨간 모자를 쓴 노인(엔도 다이스케)의 제자로, 냉철함이 좀 더 강하다는 점만 빼면 엔도 마모루와 성격이 매우 비슷하다. 풋볼 프런티어 인터네이셔널(Football Frontier International) 무대에서 빨리 엔도와 겨뤄보고 싶어한다. 결승전에서 자기 스스로 자신만의 필살기인 영혼 더 핸드를 탄생시킨다. 필살기는 眞 갓핸드 X, 영혼 더 핸드 G2, X블래스트 V3.
아라야 다이스케
로코코의 스승으로 등장하는 의문의 할아버지. 사실 그의 정체는 엔도 다이스케이다.
윈디 패스터
성우 : 쿠기미야 리에 / ?
포지션/번호 : DF(2)
라이몬 일레븐의 카제마루의 이미지와 매우 비슷한 캐릭터.
월타 마운틴
성우 : ? / ?
포지션/번호: DF(3)
라이몬 일레븐의 카베야마의 이미지와 매우 비슷한 캐릭터. 게임에서는 카베야마처럼 「~っス」 라는 말투를 쓴다. 필살기는 그랜드 퀘이크
지니 게이노
성우 : ? / ?
포지션/번호 : DF(4)
라이몬 일레븐의 카게노의 이미지와 매우 비슷한 캐릭터.
마론 이안
성우 : ? / ?
포지션/번호 : DF(5)
라이몬 일레븐의 쿠리마츠의 이미지와 매우 비슷한 캐릭터. 게임에서는 쿠리마츠처럼 「~てやんす」 라는 말투를 쓴다.
신디 한빠
성우 : 니시가키 유카 / ?
포지션/번호 : MF(6)
라이몬 일레븐의 한다의 이미지와 매우 비슷한 캐릭터.
윰 린지
성우 : 오리카사 후미코 / ?
포지션/번호: MF(7)
라이몬 일레븐의 쇼린지의 이미지와 매우 비슷한 캐릭터. 필살기는 듀얼 스트라이크 V2(연계)
키트 라이안드
성우 : ? / ?
포지션/번호 : MF(8)
라이몬 일레븐의 시시도의 이미지와 매우 비슷한 캐릭터. 필살기는 더블 그레네이드.
맥시 쿠우
성우 : 카토 나나에 / ?
포지션/번호 : MF(9)
라이몬 일레븐의 마츠노(맥스)와 이미지가 매우 비슷하다. 필살기는 에어라이드 V3.
고슈 플레어
성우 : 마지마 준지 / ?
포지션/번호 : FW(10)
라이몬 일레븐의 고엔지와 이미지가 매우 비슷하다. 필살기는 듀얼 스트라이크 V2(연계), 히트 태클 改.
드라고 힐
성우 : 사카구치 슈헤이 / ?
포지션/번호 : FW(11)
라이몬 일레븐의 소메오카와 이미지가 매우 비슷하다. 필살기는 더블 죠.
켄 사이토
성우 : 미야노 마모루 / ?
포지션/번호 : GK(12)
라이몬 일레븐의 타치무카이와 비슷한 이미지. 게임에서는 마신 더 핸드를 쓰기도 하며, 주요 필살기는 眞 갓핸드 X.
맥콜 키사라
성우 : 사사키 히나코 / ?
포지션/번호 : DF(13)
라이몬 일레븐의 코구레와 매우 비슷한 이미지를 띠고 있다.
메이가 네이산
성우 : ? / ?
포지션/번호 : MF(14)
라이몬 일레븐의 메가네의 이미지를 닮은 캐릭터.
류 스케일
성우 : 카지 유우키 / ?
포지션/번호 : MF(15)
라이몬 일레븐의 후부키와 이미지가 매우 비슷하다. 필살기는 지그재그 스파크 V2.
스키드 우
성우 : ? / ?
포지션/번호 : FW(16)
라이몬 일레븐의 쓰나미와 이미지가 매우 유사한 캐릭터이다.
리틀 기간트의 필살 택틱스
- 서클 플레이 드라이브 : 볼을 가진 상대팀 선수를 8명의 선수들이 둘러싸서 그 선수를 상대팀 골대 바로 앞의 페널티 에어리어까지 끌고 간다. 그리고 골대 앞까지 가면 한순간에 볼을 뺏고 슈팅으로 연결하는 사상 최강의 필살 택틱스.

## 팀 K
데모니오 스트라다
팀 K의 주장이다. 헤어스타일, 얼굴, 고글을 쓰고 있는 모습까지 키도와 완전히 닮은 인물이다. 축구실력도 천재 게임메이커라 불릴 만큼 키도와 너무 똑같다. FFI 이탈리아 대표 팀의 후보에 들고 싶어했으나 그렇지 못한 것에 분함을 느끼던 중 Mr.K로 이름을 바꾼 카게야마와 만나 팀 K를 결성하게 된다. 라이어콧트 섬에서 엔도와 키도, 사쿠마, 후도가 들어간 오르페우스와 이탈리아 대표 자리를 두고 시합을 펼친다. 그러나 시합 도중 자신의 몸에 입력된 강화 인간 프로그램에 거부반응을 보여(이 역시 가르실드의 실험체로 이용당한 것임) 실수를 하게 되고 진정한 자신의 축구를 깨닫게 되어 카게야마를 멀리하게 된다. 주요 필살기는 일루젼 볼, 황제펭귄 X

## 팀 가르실드
가르실드 베이한
성우 : ?/?
팀 가르실드의 보스이자 브라질 대표팀 더 킹덤의 감독. 과거에 카게야마가 축구를 증오하고 있다는 걸 알고 그걸 이용해 카게야마(이 당시 카게야마는 중학생이었음)에게 전설의 이나즈마 일레븐 팀을 없애도록 조종한 인물. 자신의 고갈되 가는 자원을 채우고 세계정복을 위해 전쟁을 일으킬 음모를 꾸몄고 축구를 세계를 정복하기 위한 수단으로서 전 세계의 축구계를 지배해왔다. 패배는 용서치 않으며 패배한 사람은 인정사정 봐 주지 않을 정도로 사악하다. 강화 인간 프로그램의 실험체로 데모니오와 로니죠를 이용하고 자신이 결성한 팀 가르실드의 멤버들을 모두 강화 인간으로 만든다. 이탈리아 대표 팀 오르페우스와 일본 대표 팀 이나즈마 제팬이 무승부하고 그 경기를 본 카게야마가 축구에 대한 증오를 없애자 더 이상 쓸모가 없게 되었다고 생각해 부하를 시켜 카게야마가 연행된 곳으로 트럭을 보내 카게야마를 죽인다. 더 킹덤의 원래 감독인 레온을 감금시키고 로니죠가 자신이 요구한 전략대로 하지 않고 지면 가족들과 다른 팀원들을 없애겠다고 협박한다. 그 사실을 안 엔도와 키도, 히로토, 히지카타가 자신의 저택에 잠입해 자신에 대한 정보를 빼가나 경찰들을 매수하여 빠져나왔고, 심판까지 매수해 심판이 호각을 불 때마다 로니죠의 몸에 입력된 강화 인간 프로그램이 작동하도록 하였으나 오니가와라 형사에게 체포되지만 자신이 연행되는 도중 자신의 부하의 도움으로 탈출.(이 과정에서 오니가와라 형사는 부상을 당함.) 엔도 다이스케가 있는 곳을 마침내 알아내어 다이스케가 결성한 리틀 기간트를 습격하고 이나즈마 제팬을 없애고 심지어 다이스케의 축구까지 없애려 했으나 이나즈마 제팬과의 시합에서 패한 후 체포된다.
라복크 행크타카
성우 : ?/?
포지션/번호 : DF(3)
팀 가르실드의 주장이자 디펜더. 가르실드의 비서이기도 하며 가르실드의 명령에 복종한다. 예의 바른 투로 말하지만 그 뒤에는 약아빠진 본성이 숨겨져 있다. 카게야마가 체포되었을 때 가르실드의 명령으로 카게야마가 연행된 곳으로 트럭을 보내 카게야마를 살해하거나 가르실드가 연행되는 중 철골을 떨어뜨려 탈출시키는 등의 악행도 서슴지 않는다. 리틀 기간트를 습격하나 이나즈마 제팬한테 패해 가르실드와 다른 팀원들과 함께 체포당한다.
폭스
성우 : ?/?
포지션/번호 : GK(1)
팀 가르실드의 골키퍼. 필살기는 빅 스파이더.
재칼
성우 : ?/?
포지션/번호 : DF(2)
버펄로
성우 : ?/?
포지션/번호 : DF(4)
딩고
성우 : ?/?
포지션/번호 : DF(5)
아울
성우 : ?/?
포지션/번호 : MF(6)
헤지오그
성우 : ?/?
포지션/번호 : MF(7)
맨티스
성우 : ?/?
포지션/번호 : MF(8)
팀 가르실드의 미드필더. 필살기는 크로와의 연계로 저지스루3가 있다.
크로
성우 : ?/?
포지션/번호 : MF(9)
팀 가르실드의 미드필더. 필살기는 맨티스와의 연계로 저지스루3, 단독 필살기로 데몬 컷이 있다.
코요테
성우 : ?/?
포지션/번호 : FW(10)
팀 가르실드의 포워드. 필살기는 건 슛.
스콜피오
성우 : ?/?
포지션/번호 : FW(11)
골라이어스
성우 : ?/?
포지션/번호 : GK(12)
스파이더
성우 : ?/?
포지션/번호 : DF(13)
지래프
성우 : ?/?
포지션/번호 : MF(14)
가비알
성우 : ?/?
포지션/번호 : FW(15)
파피용
성우 : ?/?
포지션/번호 : DF(16)

## 라이어콧트 섬

### 천공의 사도
세인
성우 : 카이다 유키 / 하은진
천공의 사도의 주장이다. 오래전 선조들의 벽화를 보며 왜 선조들이 축구를 했고, 축구로 마계군단을 막고 등의 의문에 싸여 있었다. 천공의 사도 자체가 이미 천사인지라 엔도 마모루 일행을 인간이라 멸시했었으나, 헤븐즈 가든에서의 시합 후에 선조들이 축구를 한 이유를 안다. 그러나 마음 속 깊이 마계군단을 증오했던지라 그 증오 때문에 마계군단에게 패배하고 다크 엔젤의 멤버가 되지만, 다크엔젤을 이긴 엔도 일행에 의해 다시 원래대로 돌아오며 마왕은 자신들의 마음 안에 있음을 알게 되고, 그것을 깨닫게 해준 엔도에게 감사를 표한다.(그러나 게임에선 섬을 더럽히지 말라는 경고를 남기고 사라진다.) 필살기는 眞 헤븐 드라이브, 섀도우 레이(Shadow Ray)(데스타와 연계).
규엘
성우 : 코바야시 사나에 / 배정미
매우 상냥한 얼굴빛을 띠고 있으나 화나면 무서워지며, 공격력이 뛰어나 천공의 사도 측의 중추적인 공격 역할을 맡고 있다. 후에 다크엔젤의 멤버가 되기도 했었다. 필살기는 엔젤 볼 V3(게임에서는 규엘도 헤븐 드라이브를 구사한다.)
사키넬
성우 : ? / ?
천공의 사도의 미드필더(MF)이다. 입을 잘 열지 않으며, 삐에로를 연상케 하는 모습을 하고 있다.
우이넬
성우 : 마지마 준지 / ?
후에 다크엔젤의 멤버가 되기도 했었다.
아이엘
성우 : 토마츠 하루카 / ?
애니에서는 주근깨가 나 있다.
에누엘
성우 : ? / ?
아기를 연상케 하는 외모와 몸집을 갖고 있으나 매우 민첩하다.
네넬
성우 : ? / ?
후에 다크엔젤의 멤버가 되기도 한다. 갈색 머리를 띠고 있다.
게넬
성우 : ? / ?
천공의 사도에서 수비수(DF)를 맡고 있으며, 마른 얼굴에 비해 몸집이 매우 뚱뚱하다. 애니에서는 거의 존재감이 없다.
에카델
성우 : 나카무라 유이치 / ?
천공의 사도의 수비수(DF)이다. 파란 머리카락을 띠고 있다. 필살기는 고 투 헤븐 V3(Go to Heaven)
에르펠
성우 : 미네 노부야 / ?
두건을 매고 있다. 후에 다크엔젤의 멤버가 되기도 한다.
에노렐(골키퍼)
성우 : ? / ?
천공의 사도의 골키퍼(GK)이다. 비정상적으로 얇은 얼굴에 비해 몸집이 매우 뚱뚱하다. 필살기는 홀리 존(V1~3)
천공의 사도의 필살 택틱스
- 세인트 플래시 : 흰 빛이 빛난 후 자신의 팀원의 스피드가 비약적으로 상승한다. 애니에서는 등장하지 않음.

### 마계군단 Z
데스타
성우 : 사토 켄스케 / 엄상현
포지션/번호 : FW(11), 캡틴 / FW(10)(다크 엔젤)
마계의 데몬즈 게이트에서 탄생한 마계인 중 하나이다. 애니에서 하루나를 납치한 장본인으로, 후에 키도가 이끄는 B팀과의 시합에서 패배한다. 그러나 엔도 일행이 왔을 때 천공의 사도는 이미 마계군단에게 패배하였으며, 천공의 사도들의 마음 속에 있는 증오로 인해 두 팀이 하나가 되어 다크 엔젤이 된다. 그러나 또다시 엔도 일행에게 패배하였으며, 패배한 후 본래의 모습을 되찾은 세인에 의해 봉인당할 듯 했으나 엔도가 세인을 말리는 틈을 타 1000년의 잠에 빠진다. 필살기는 다크 매터(V1~3), 섀도우 레이(연계)
사타나노스
성우 : 사카구치 슈헤이 / ?
포지션/번호 : FW(10) / MF(7)(다크 엔젤)
최강을 자부하는 마계인으로, 드라큘라를 연상하게 하는 거대한 이빨과 고글이 가장 큰 특징으로, 덩치가 매우 크다. 필살기는 고 투 헬(Go to Hell), 데빌 볼
메피스토
성우 : ? / ?
포지션/번호 : MF(6)
다크 엔젤이 되는 멤버 중 하나. 은발의 세미롱 헤어를 띠고 있으며, 외관으로는 도저히 성별을 구분할 수가 없다.
바르바토스
성우 : ? / ?
포지션/번호 : MF(8)(애니에서는 MF(9))
머리카락이 앞쪽으로 뿔이 난 것처럼 되어 있는 여자 멤버. 동물의 말을 이해할 수 있는 듯하다. 게임판에서는 엔도 일행에게 패배하자 그들이 영혼은 확실히 강하다고 평한다.
아라크네스
성우 : 오리카사 후미코 / ?
포지션/번호 : MF(9)(애니에서는 MF(8))
녹색 머리를 띠고 있는 여자 멤버로, 마치 서큐버스를 연상하게 하는 외모를 하고 있다. 거기다 거미같은 불길한 오오라를 뿜고 있어서 꺼림칙한 캐릭터이다. 애니에서는 "인간 중에도 나빠 보이는 녀석이 있구나."하면서 후도, 쓰나미, 토비타카 등을 마음에 들어한다. 다크 엔젤이 엔도 일행에게 패배한 후, 엔도 일행의 영혼을 먹기에는 너무 눈부시다고 평한다.
벨제브
성우 : ? / ?
포지션/번호 : DF(2) / DF(3)(다크 엔젤)
남색의 뒤로 곤두선 머리카락을 하고 있다. 자존심이 매우 세며, 흉악한 성격을 갖고 있다.
그라샤
성우 : ? / ?
포지션/번호 : MF(7)
분홍빛의 버섯 갓을 연상하게 하는 머리를 하고 있다. 하얗게 화장한 얼굴이 특징이다.
베리얼
성우 : 카지 유우키 / ?
포지션/번호 : DF(5)
짙은 녹색의 스트레이트의 롱 헤어가 특징으로, 외견으로는 성별 구분 불가. 그의 눈은 마치 모든 것을 포기한 듯 한 느낌이다.
아비골
성우 : ? / ?
포지션/번호 : DF(3)
오른쪽 눈에 안대를 하고 있으며, 흡혈귀 같은 이빨이 특징이다.
베히모스
성우 : ? / ?
포지션/번호 : DF(4) / DF(2)(다크 엔젤)
사슴의 가죽털을 써서 얼굴은 가려져 있다. 엄청난 거구로, 식탐 종결자(...)이다.
아스타로스(골키퍼)
성우 : 미야노 마모루 / ?
포지션/번호 : GK(1)
필살기는 디 엔드 V3(The End)
마계군단 Z의 필살 택틱스
- 블랙 썬더 : 검은 번개가 내려친 후, 상대 팀 전원의 스피드가 느려진다. 그러나 애니에서는 검은 번개가 지속적으로 내려치며, 시간이 멈춘 것 같은 효과 때문에 헤븐즈 타임 종결 기술 같다는 의견도 많이 나온다.

### 다크 엔젤
세인(천공의 사도)
세인 문서를 참조
데스타(마계군단 Z)
데스타 문서를 참조
메피스토(마계군단 Z)
메피스토 문서를 참조
우이넬(천공의 사도)
우이넬 문서를 참조
사타나토스(마계군단 Z)
사타나토스 문서를 참조
규엘(천공의 사도)
규엘 문서를 참조
베히모스(마계군단 Z)
베히모스 문서를 참조
벨제브(마계군단 Z)
벨제브 문서를 참조
네넬(천공의 사도)
네넬 문서를 참조
에르펠(천공의 사도)
에르펠 문서를 참조
아스타로스(골키퍼)(마계군단 Z)
아스타로스(골키퍼)문서를 참조

## 미래에서 온 자

### 미래에서 온 조력자들
엔도 카논 (円堂カノン) / 캐논 강
성우 : 타케우치 쥰코 / 김율
이나즈마 일레븐 극장판 - 오우거 군단 습격에서 등장하는 인물로, 80년 후의 미래에서 사는 엔도 마모루의 증손자이다. 포지션은 공격수(FW)로, 엔도 다이스케와 엔도 마모루가 대를 이어서 쓰던 헤어밴드를 쓰고 있다. 과거(엔도 일행 시점에선 현재)에 엔도 일행에게 오우거 군단의 습격이 있음을 알고 멀지 않은 미래에 있는 지원군인 키야마 히로토, 피디오 아르데나, 토비타카 세이야, 우츠노미야 토라마루, 후부키 시로, 총 5명을 이끌고 엔도 일행 앞에 나타난다. 사실 극장판 예고편에서 엔도가 부원모집할 때도 잠깐 등장했었다. 주요 필살기는 「갓 캐논」
에르제스 키라도 / 엘제스 킬러드
성우 : ? / ?
미래에서 엔도 카논을 돕는 조력자다. 이미지는 현재의 카게야마 레이지와 조금 비슷한 면도 있지만 정확한 관계는 알 수가 없다. 축구를 없애기 위해 과거의 역사를 왜곡하려 하는 오우거 군단을 막기 위해 카논을 현재로 보내준다.
키야마 히로토 (基山ヒロト) (그란, グラン) / 송현민
키야마 히로토 문서를 참조.
피디오 아르데나
피디오 아르데나 문서를 참조.
후부키 시로 (吹雪士郎) / 눈보라
후부키 시로 문서를 참조.
우츠노미야 토라마루 (宇都宮虎丸) / 팽호식
우츠노미야 토라마루 문서를 참조.
토비타카 세이야 (飛鷹征矢) / 고수리
토비타카 세이야 문서를 참조.

### 오우거 학원 (王牙学園) / 오우거 군단
바닷프 스리드 / 버덥 슬리드
성우 : 카미야 히로시 / 신용우
포지션/번호 : FW(10), 캡틴
필살기는 데스 스피어, 데스 브레이크(연계)
에스카 바멜 (에스카바, エスカバ) / 에스커 버멜
성우 : 스즈키 타츠히사 / 강호철
포지션/번호 : FW(9)
필살기는 데스 레인, 데스 브레이크(연계)
미스트레네 카루스 (미스트레. ミストレ) / 미스트레네 칼스
성우 : 와타나베 쿠미코 / 김새해
포지션/번호 : FW(11)
필살기는 데스 브레이크(연계)
자고멜 잔데
성우 : ? / ?
포지션/번호 : GK(1)
필살기는 니들 해머, 엘레키드 랩, 하이볼티지(연계)
게보 트랜거스 (게보, ゲボー)
성우 : ? / ?
포지션/번호 : DF(2)
자주 「げげげげー」거린다. 전기로 치면 플러스(+)극. 필살기는 하이볼티지(연계)
부보 트랜거스 (부보, ブボー)
성우 : ? / ?
포지션/번호 : DF(3)
자주 「ブブブブ」거린다. 전기로 치면 마이너스(-)극. 필살기는 하이볼티지(연계)
다익크 부커
성우 : ? / ?
포지션/번호 : DF(4)
지니스 징킨스
성우 : ? / ?
포지션/번호 : DF(5)
드로헤 균타 (두로헤, ドラッヘ)
성우 : ? / ?
포지션/번호 : MF(7)
잇카 스타쿠스 (잇카스, イッカス)
성우 : ? / ?
포지션/번호 : MF(8)
산다유 미시마 (산다유, サンダユウ)
성우 : ? / ?
포지션/번호 : MF(6)
히비키 제독 / ?
성우 : 아리모토 킨류 / ?
80년 후의 미래에서 사는 군인. 축구를 증오하여 아예 없애버리려 하는 계략을 꾸민다. 엔도의 명대사인 "축구하자!"「サッカーやろうぜ！」를 악마의 주문으로 칭하여, 엔도가 축구를 포기하게 하기 위해 [오퍼레이션 썬더 브레이크]를 발동한다. 히비키 세이고우와 닮았으나 관계는 불명. 오우거 학원을 보내서 제우스 중학교를 짓밟고 풋볼 프런티어 결승전에서 라이몬을 짓밟으려 했으나 미래에서 사는 엔도 카논이 히로토, 후부키, 토라마루, 피디오, 토비타카 5명을 데리고 와서 오우거 학원을 이긴 일을 계기로 [미션 실패]라 칭하여 오우거 학원을 다시 자신들의 세계로 부른 후 계략을 보류하기로 한다.

## 피프스 섹터

### 배후의 인물
피프스 섹터는 자신들의 지시대로 시합을 행하게 한다고 자칭하여, 소년축구를 관리하는 수수께끼의 조직이다.

## 그 외
카라스 유키히토 (唐須幸人) / 차기환
성우 : 미야노 마모루 / 엄상현
토비타카 세이야가 자신의 조직을 떠나자, 그 조직에서 제멋대로 새로운 우두머리가 된다. 이나즈마 재팬이 아시아 예선전을 진행 중일 때 번번이 나타나서 그들, 특히 토비타카가 세계로 가는 일을 방해한다. 이후의 근황은 불명.
나시모토 노노미 (梨本乃々美) / 나영
성우 : 츠지 노조미 / ?
이나즈마 일레븐 4기부터 가끔 등장한다. 우츠노미야 토라마루의 엄마가 운영하고 있는 식당 '토라노야'에서 몸이 아픈 토라마루의 엄마를 대신해 가게 일을 도와주고 있다. 동시에 이나즈마 재팬이 중간중간에 힘낼 수 있게 도시락을 만들어서 배달해 주기도 한다.
오니가와라 겐고로 (鬼瓦源五郎) / 원귀정
성우 : 아소 토모히사 / 송준석
고대 전설의 팀인 이나즈마 일레븐을 동경하는 듯하다. 형사로 일하고 있으며, 엔도 다이스케의 외손자인 엔도 마모루가 이나즈마 일레븐을 라이몬 일레븐으로 부활시키는 게 아닐까 하며 기대하고 있다. 오래전 다이스케에 관한 사건 때문에 카게야마 레이지에 관한 앙금이 많아 보인다. 4기부터는 다이스케에 관한 진실을 조사하고 있는 라이몬 나츠미를 돕고 있다. 브라질 전에서 가르실드를 체포하다가 철골에 맞아 부상을 입고 병원에서 나오는 도중, 선글라스를 벗은 다이스케를 단번에 알아볼 정도로 그의 얼굴을 똑똑히 기억하고 있다. 통칭은 옛 이나즈마 일레븐 OB 팀 멤버 및 다이스케에게서는 「오니가와라」, 현 라이몬 일레븐 및 이나즈마 재팬 멤버들에게는 「(오니가와라) 형사님」
고엔지 유카 (豪炎寺夕香) / 염유림
성우 : 죠 마사코 / 안영아
고엔지 슈야의 어린 여동생이다. 항상 오빠인 고엔지를 곁에서 응원해주고 있다. 1년 전, 키도가와세이슈 중학교(당시 고엔지가 재학 중이던 학교. 라이몬 중학교에는 현 시점에 전학 왔다.)가 풋볼 프런티어 결승전을 앞두고 응원하러 가던 도중 사고를 당해(카게야마가 관련된 것으로 추정됨.) 1년 동안 무의식 상태로 계속 치료받다가 1년 뒤인 라이몬 중학교가 풋볼 프런티어에서 우승할 즈음부터 의식이 되돌아왔다. 아직 어리고 약해서 고엔지가 에일리아 학원으로부터 압박과 감시를 받는 원인이 되기도 한다.
카쿠마 오우쇼 (角馬王将) / 문장오
성우 : 이나다 테츠 / 전태열
카쿠마 케이타의 아버지로, 풋볼 프런티어 전국대회와 FFI 아시아 예선의 중계를 맡을 정도로 중요한 자리에서 해설위원을 맡고 있다. 아들 케이타와 마찬가지로 안경을 쓰고 있으며, 라이어콧트 섬에서는 오르페우스 vs 팀 K 나, 이나즈마 재팬 vs 팀 가르실드 같은 번외 경기의 해설위원으로도 등장한다.
카게야마 토고 / 엄동진
카게야마 레이지의 아버지. 50년 전 세계 챔피언에 도달할 만큼의 실력을 지닌 선수였다. 그러나 엔도 다이스케가 결성한 팀한테 패하고 이후부터 계속 지고 자신과 축구를 하면 재수가 없다느니 하며 핍박을 받아 왔다. 결국 실종되고 아내는 병으로 세상을 떠나고 아들인 카게야마 레이지는 이때부터 축구를 증오하게 된다. FFI에서 피디오가 토고의 플레이를 보여주면서 필살의 택틱스 카테나치오 카운터를 완성함으로써 카게야마의 마음 속 어둠을 떨쳐낸다.
맥스터 랜드
성우 : 시노미야 고우 / ?
풋볼 프런티어 인터네이셔널(FFI)의 해설위원 중 하나. 오렌지빛의 올백컷에 퉁퉁한 몸, 붉은 안경을 하고 있다.
레빈 머독
성우 : 사쿠라즈카 얏쿤(사이토 야스오)(대역은 사토 켄스케) / ?
전 유럽 리그의 MVP 스트라이커로, FFI의 해설위원. 회색빛의 머리칼을 하고 있다. 게임판에 의하면 로코코는 레빈의 팬이라고 한다.
루셰
성우 : 쿠기미야 리에 / 배정미
눈 수술 때문에 한동안 병원 신세를 지던 이탈리아 출신의 소녀이다. 입원 중에 자주 카게야마 레이지의 편지를 받았으며, 그런 카게야마를 늘 아저씨라 부를 정도로 카게야마를 만나는 것이 소원이었다. 그리고 붕대를 풀고 세상을 볼 수 있을 정도로 상태가 좋아지자, 히데와 루카의 도움으로 카게야마가 있는 콘도르 스타디움에 도착, 그곳에서 그토록 만나고 싶던 카게야마를 만난다. 그러나 그 만남도 잠시 경찰들에 의해 카게야마가 체포될 때, 카게야마는 "또 편지를 보내도록 하겠다."라는 말을 남기고 떠나갔다. 이 때 카게야마는 자신이 이제 죽을 것임을 예측하고 루셰에게 마지막 선물인 한 상자를 보내 주었다.
카게야마가 죽은 에피소드를 보면 키도는 카게야마가 쓰던 깨진 선글라스를 쥐고 슬퍼하는 모습이, 히데와 엔도 역시 어린 루셰에게 카게야마의 죽음을 알려주기엔 너무 충격이 클 것임을 알고 슬픈 표정만 지을 뿐 아무 말도 못하는 모습이 표현됐다.
루카
성우 : 타치바나 신노스케 / ?
늘 친구인 히데와 같이 전 세계 곳곳을 여행하는 히데의 둘도 없는 친구이다. 입에 아이스크림을 먹는 모습을 자주 보이며, 주근깨가 좀 있다.